# Mercedes-Benz SL-Клас
Mercedes-Benz SL (укр. Мерседес-Бенц СЛ) — серія легких спортивних автомобілів (від нім. Sport Leicht – спортивний легкий) німецького автомобільного концерну Daimler AG, які виробляються з 1955 року.
Кузов автомобіля – купе з двома дверима або купе-кабріолет (раніше – класичний родстер) зі складним тентовим або знімним жорстким верхом. В автомобільній класифікації автомобілі Mercedes-Benz SL стоять окремо: від суперкарів їх відрізняє менша орієнтація на автоспорт і більший комфорт (хоча за динамічними характеристиками їх можна зарахувати до суперкарів), від автомобілів класу Гран-турізмо – компактність, недостатня місткість салону і багажного відсіку. На автомобілі серії SL, як правило, ставлять найпотужніші двигуни марки, ціни варіюються в досить широкому діапазоні, але співставні з верхнім діапазоном цін Гран-турізмо і вартістю суперкарів.

## Mercedes-Benz W198(1955–1963)
Ще не встигши відновити свою, зруйновану в Другу світову війну інфраструктуру, концерн Mercedes-Benz почав активно брати участь в гоночних змаганнях, таких як Le Mans, Mille Miglia та ін. Для цих цілей у 1952 році був створений автомобіль Mercedes-Benz W194, який мав версії двомісне купе і відкритий спідстер. З появою в 1954 році більш потужного Mercedes-Benz W196 на автомобілі W194 була б поставлена крапка, якби не одна подія. У 1953 році офіційний імпортер автомобілів Mercedes-Benz в США Макс Хоффман попросив створити дорожню версію гоночного автомобіля W194 і рік потому автомобіль був готовий. Машина отримала позначення Mercedes-Benz 300 SL стала сенсацією і символом 1950-х. Ні легкий спортивний кузов, ні потужний трилітровий двигун не мали такого сильного ефекту як унікальні двері у формі крила чайки. У 1958 році купе переробили у відкритий родстер, який виявився не менш популярним.
Всього було випущено 1400 автомобілів з кузовом купе і 1858 родстеров.

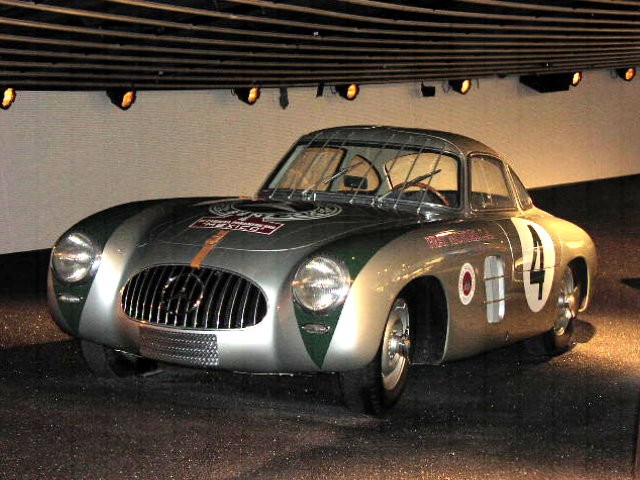
Гоночний Mercedes-Benz 300 SL (W194)
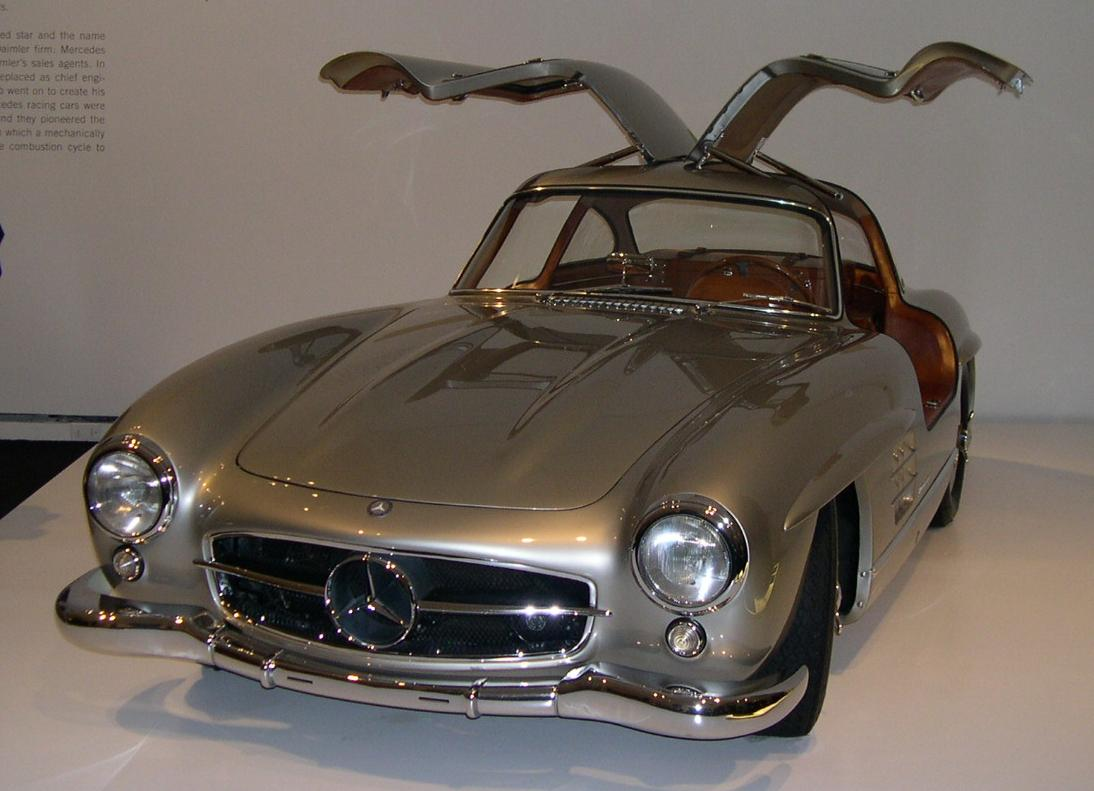
Mercedes-Benz 300 SL купе
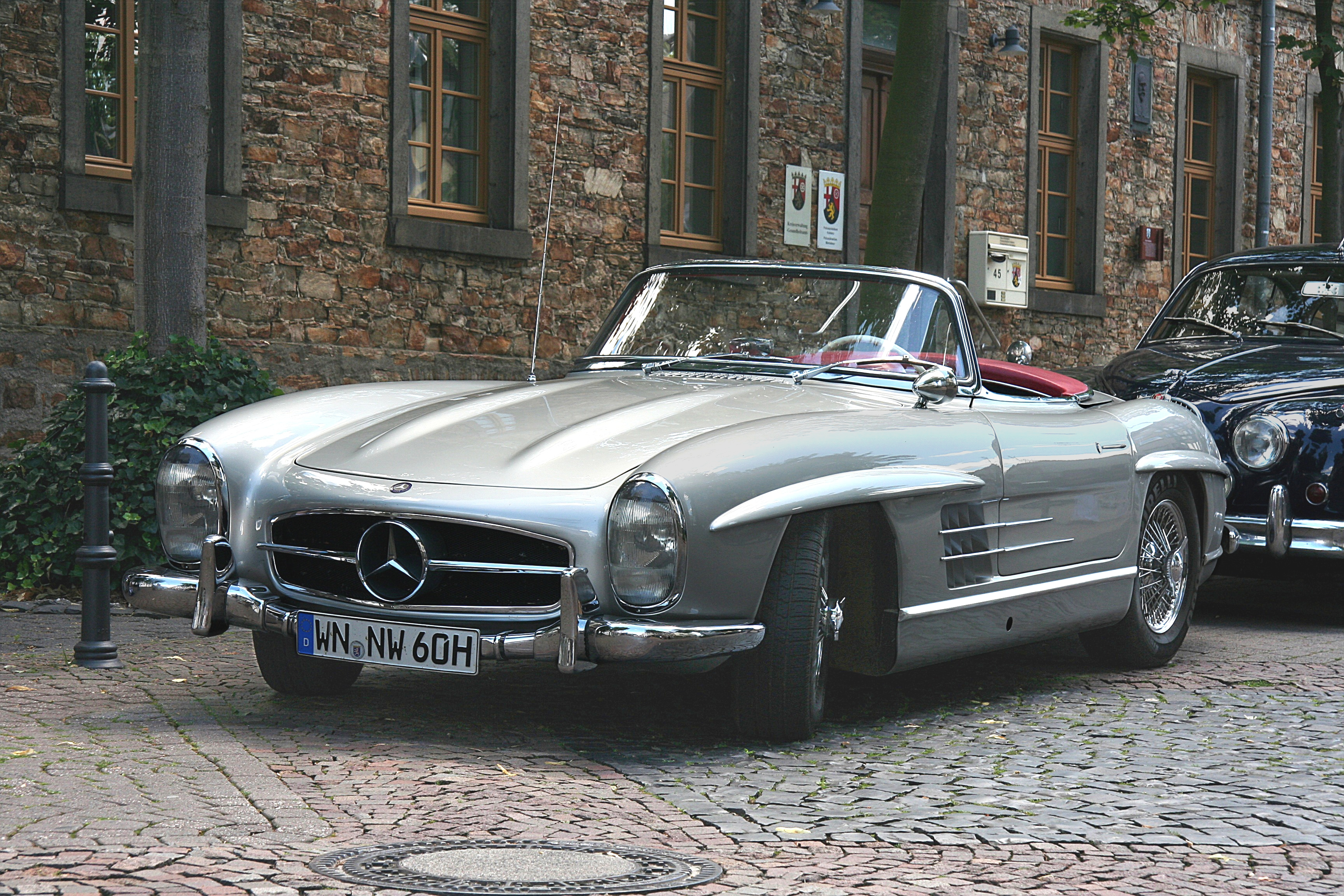
Mercedes-Benz 300 SL родстер
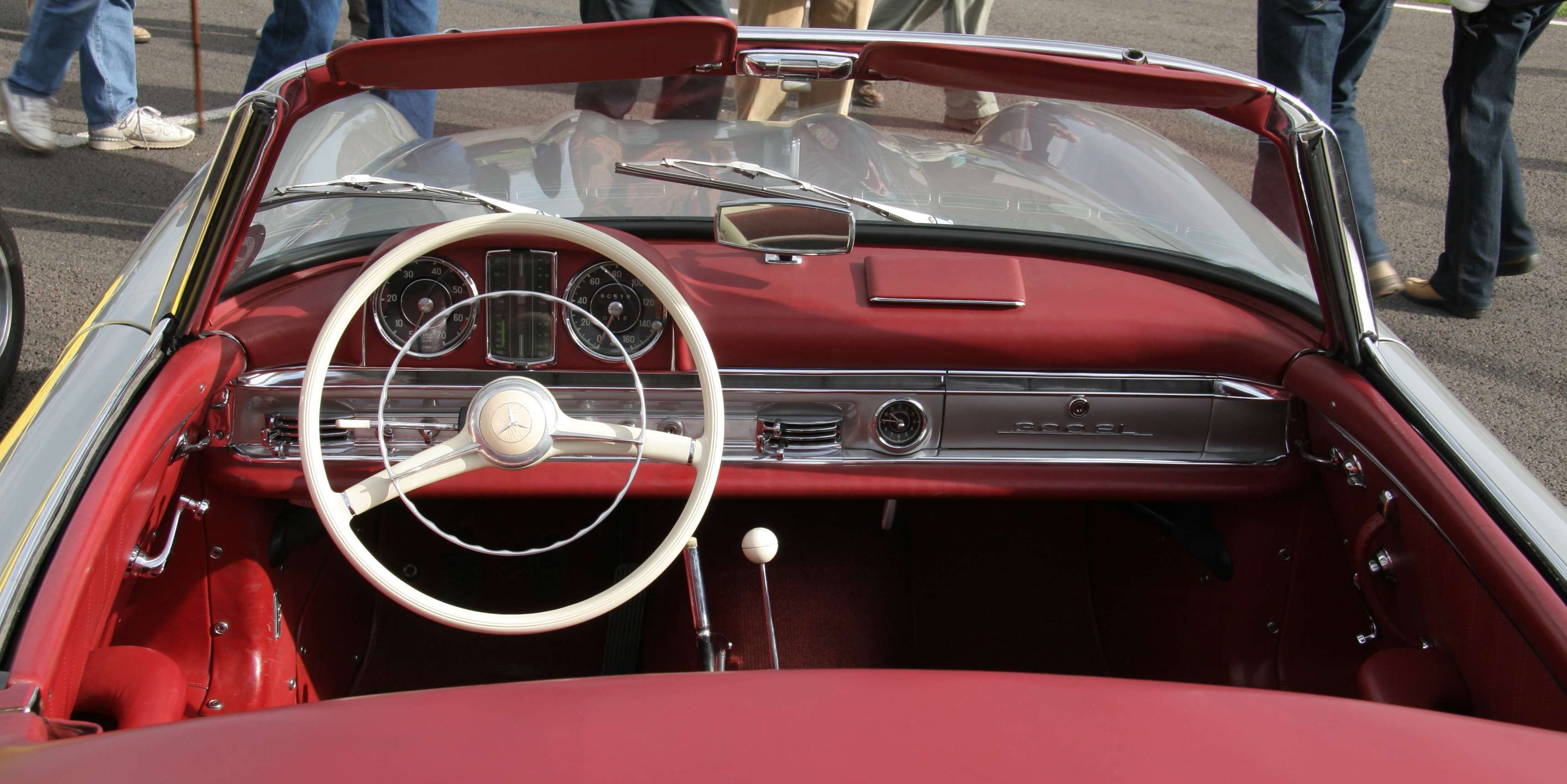
кокпіт Mercedes-Benz 300 SL

## Mercedes-Benz W121(1955–1963)
Mercedes-Benz 300 SL, навіть незважаючи на високу ціну в 29 000 німецьких марок, мав небачений попит, але складна конструкція автомобіля і ручна збірка не могли його задовольнити. Тому, компанія вирішила розробити новий масовий спортивний автомобіль. За основу замість спортивного був узятий седан Mercedes-Benz W121. Кузов автомобіля Mercedes-Benz 190 SL був стилізований під 300 SL, що дозволило представити його як дешевшу (ціна в кінці 1950-х була близько 17 000 німецьких марок) версію основного спортивного автомобіля.
Всього було випущено 25 881 таких автомобілів.

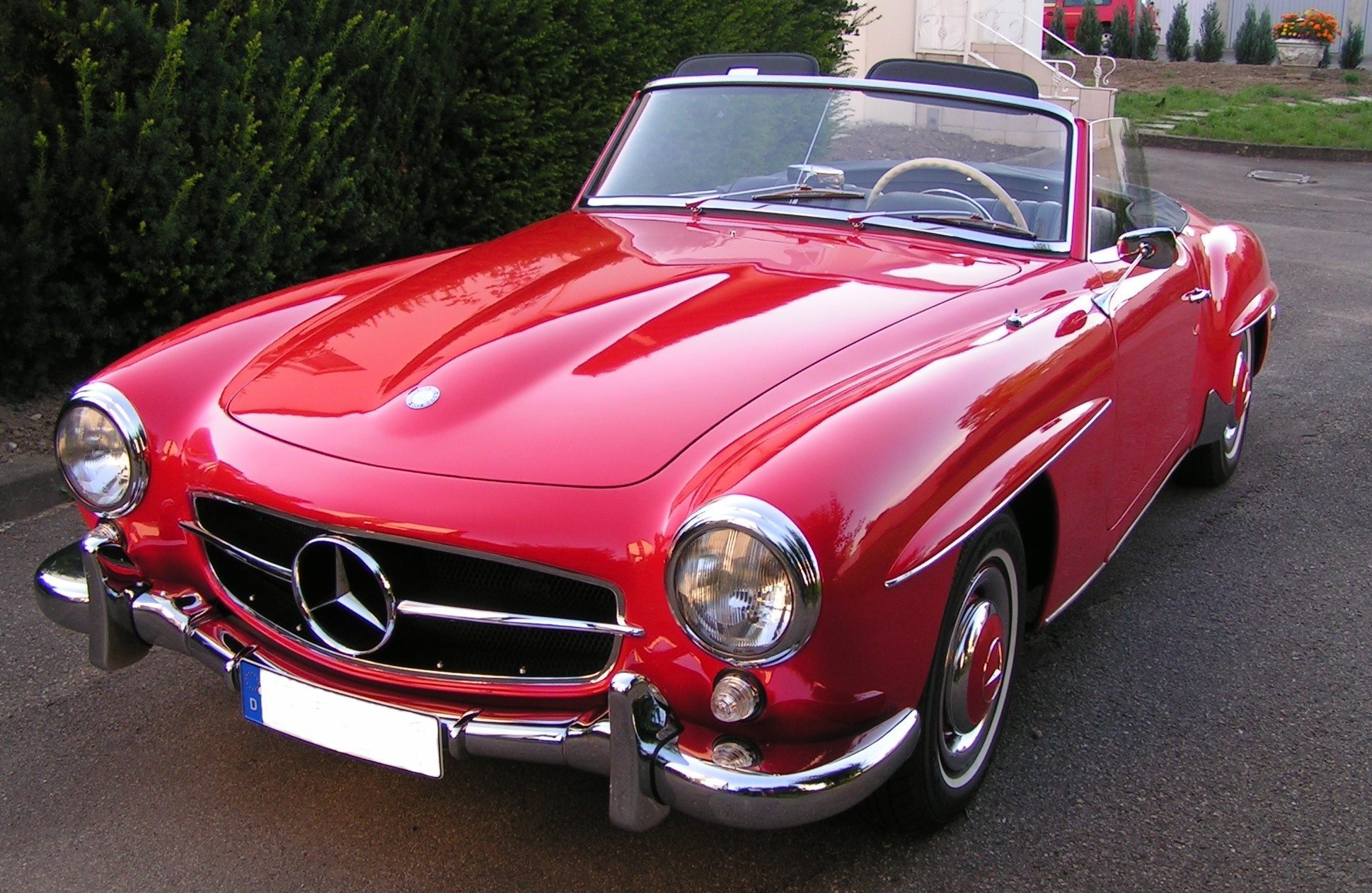
Mercedes-Benz 190 SL (R121)
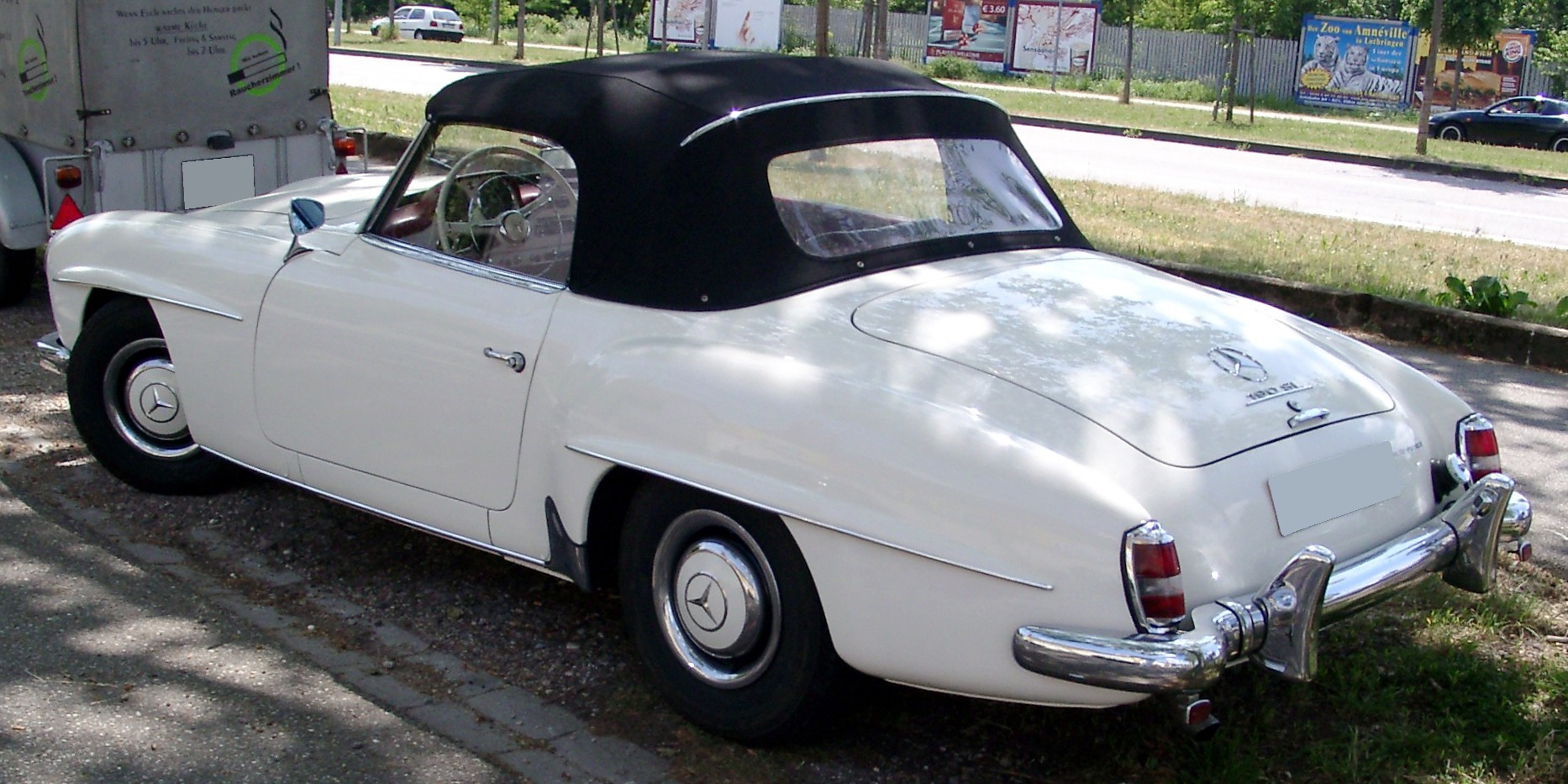
Mercedes-Benz 190 SL (R121)
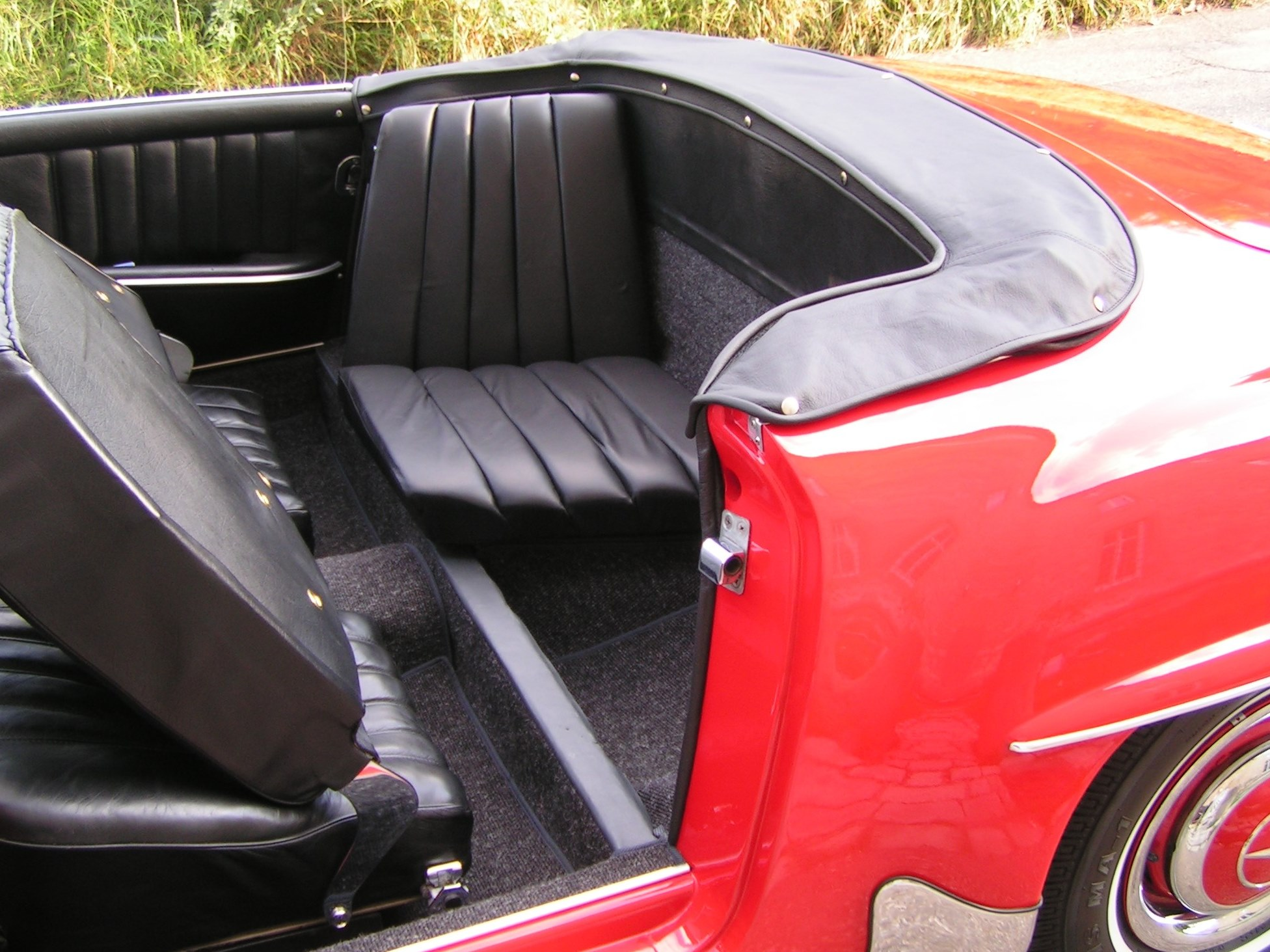
Mercedes-Benz 190 SL (R121)
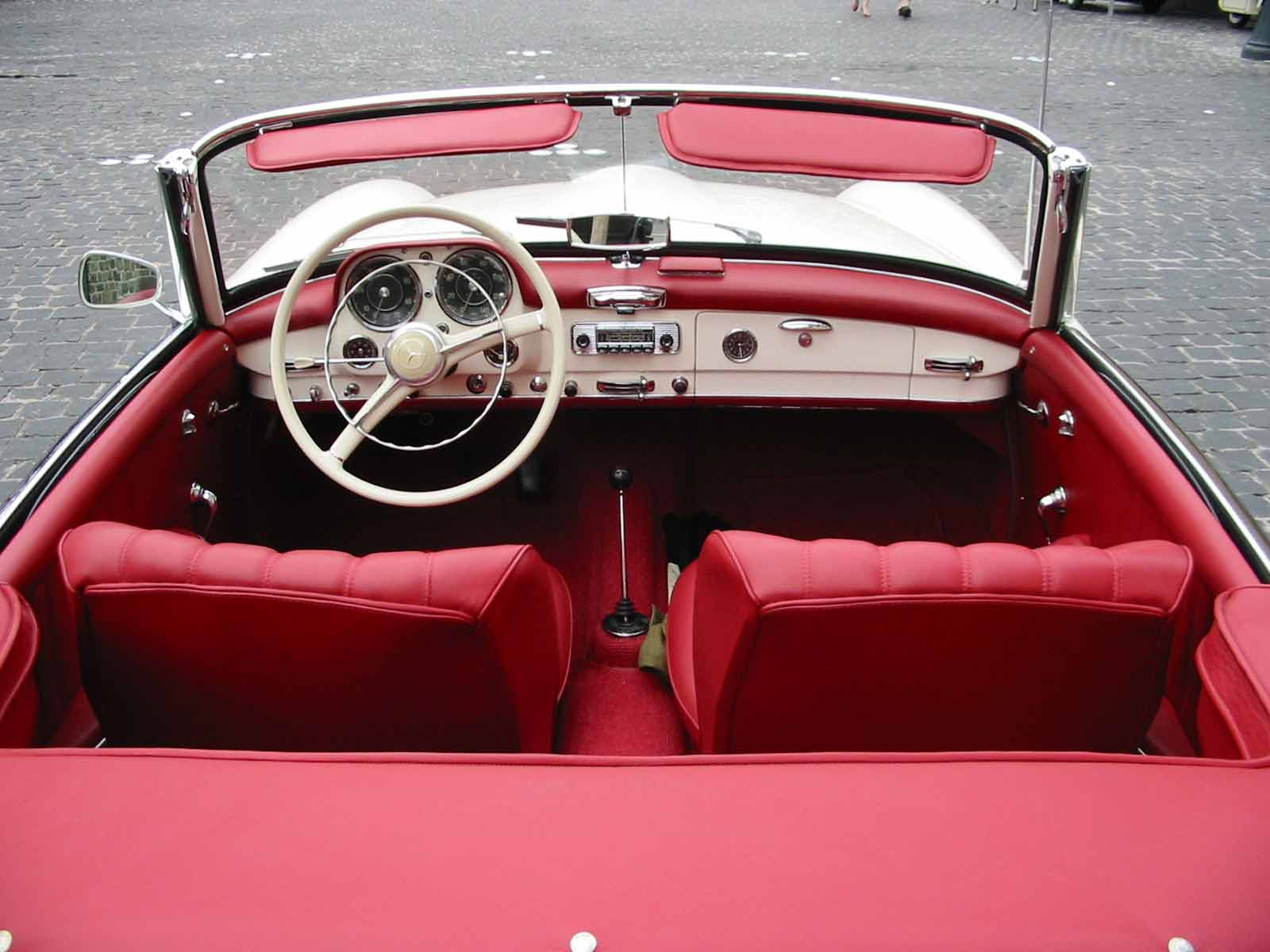
Кокпіт Mercedes-Benz 190 SL (R121)

## Mercedes-Benz W113(1963–1971)
Автомобілі SL перших серій ще не встигли постаріти, як на початку 1960-х автомобільна мода почала різко змінюватися. Тому, влітку 1963 року з'явився автомобіль Mercedes-Benz 230 SL, який отримав прізвисько «Пагода» через форми свого даху нагадував китайську пагоду. Кузов автомобіля являв собою двомісний купе-кабріолет або з брезентовим, або зі знімним металевим дахом. У грудні 1966 року з'явилася модель 250 SL, а рік потому більш потужна 280 SL.
Всього по березень 1971-го року було випущено 48 912 автомобілів.

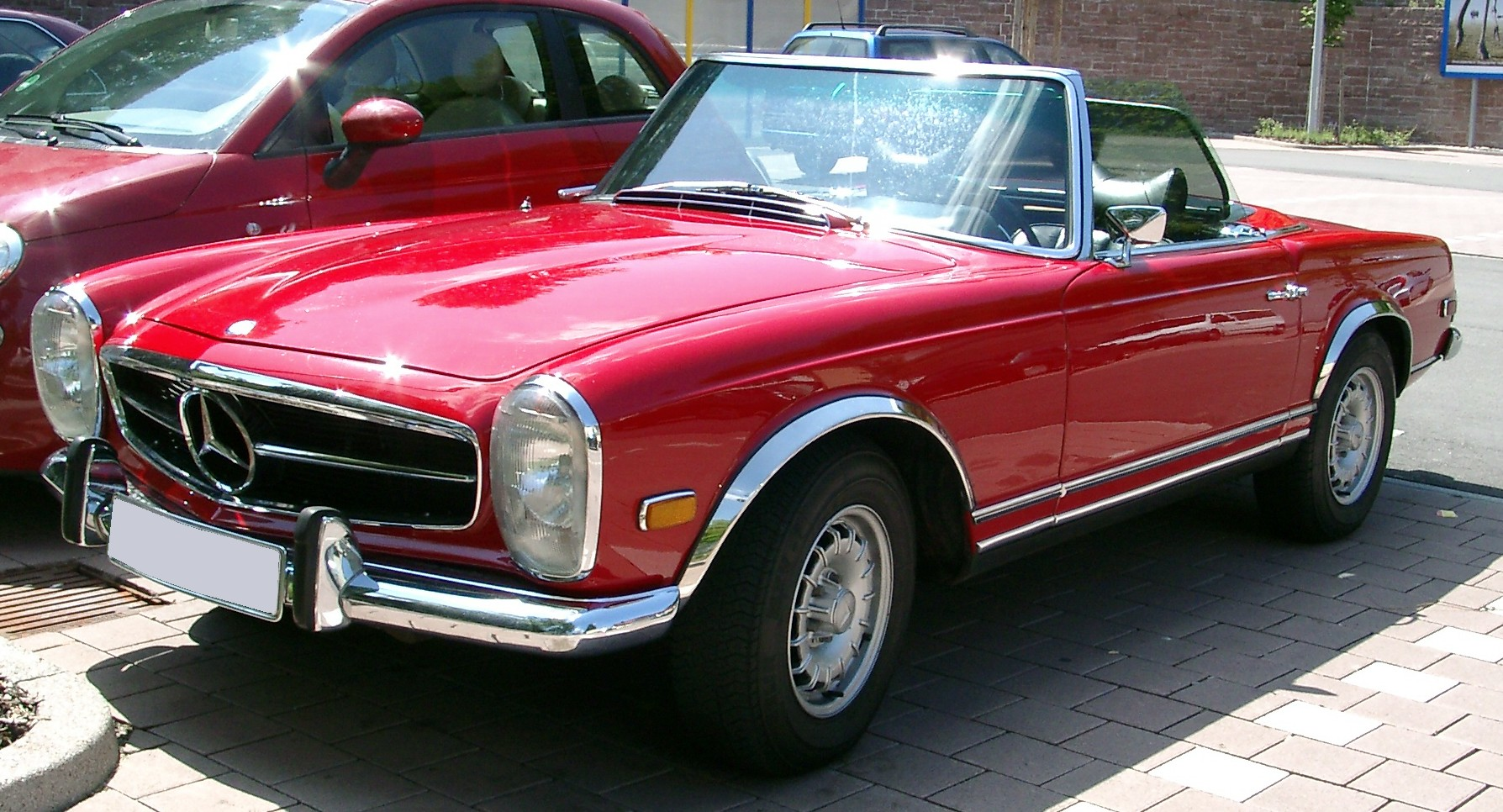
Mercedes-Benz 280 SL (W113)
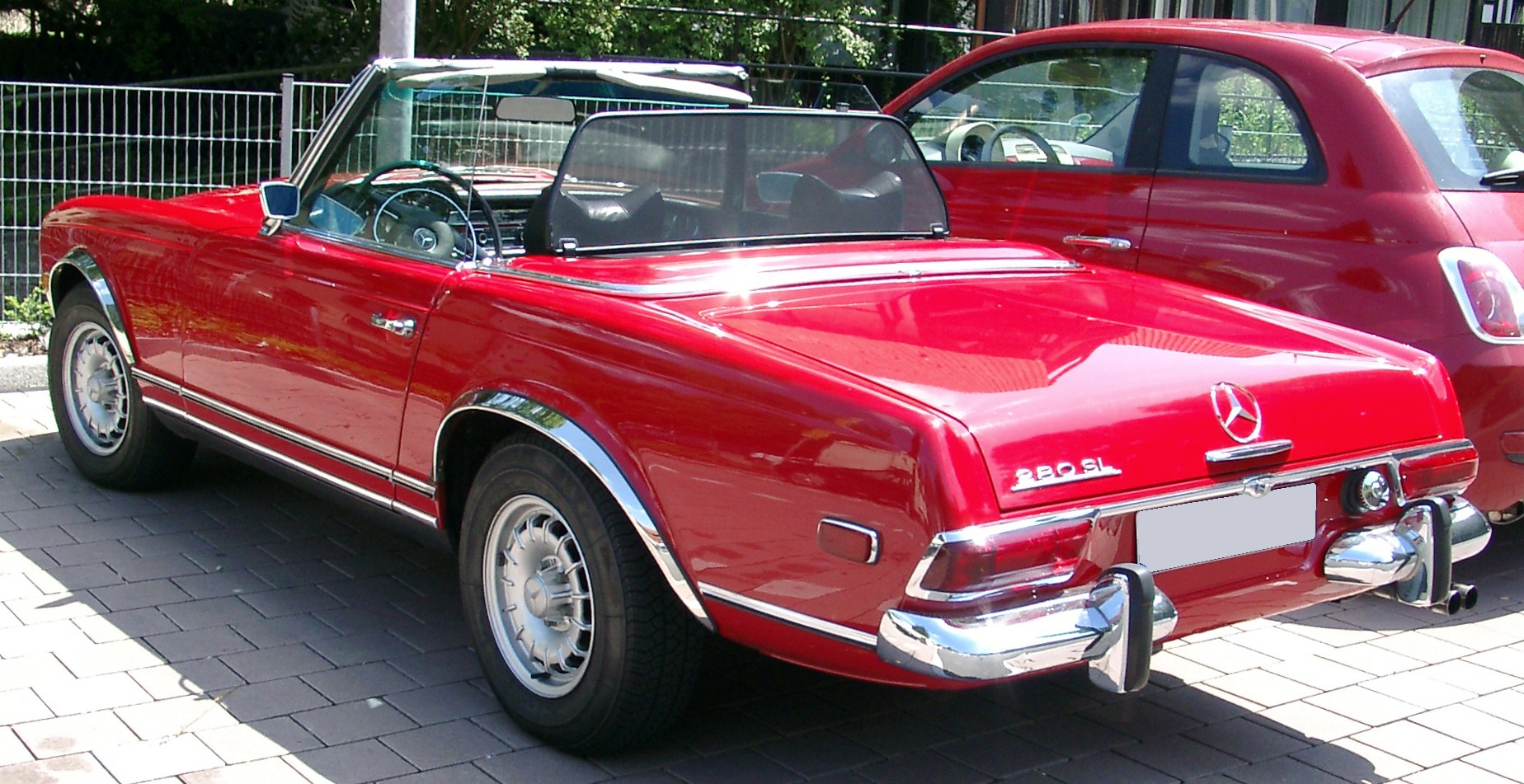
Mercedes-Benz 280 SL (W113)
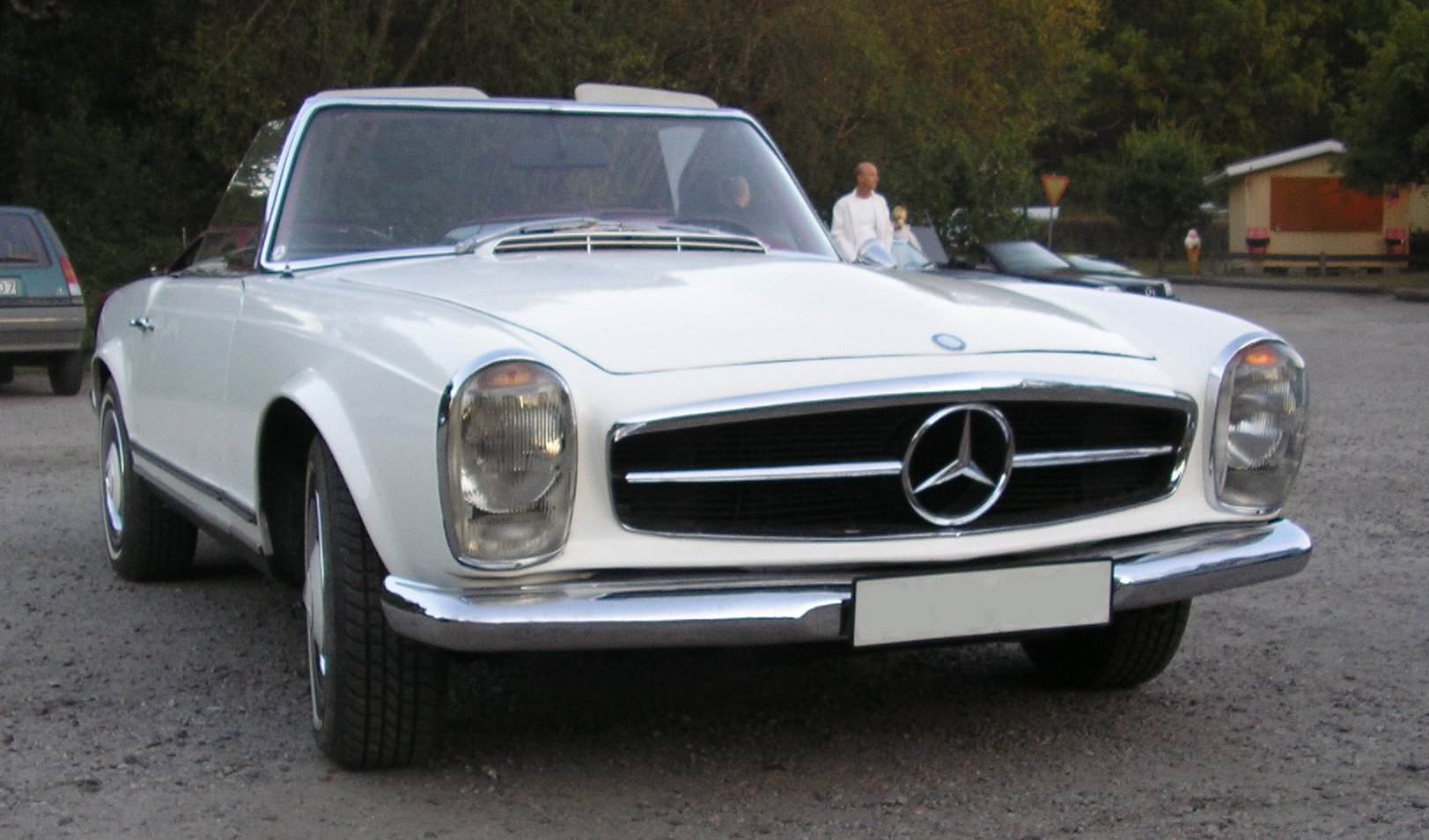
Mercedes-Benz 230 SL (W113)
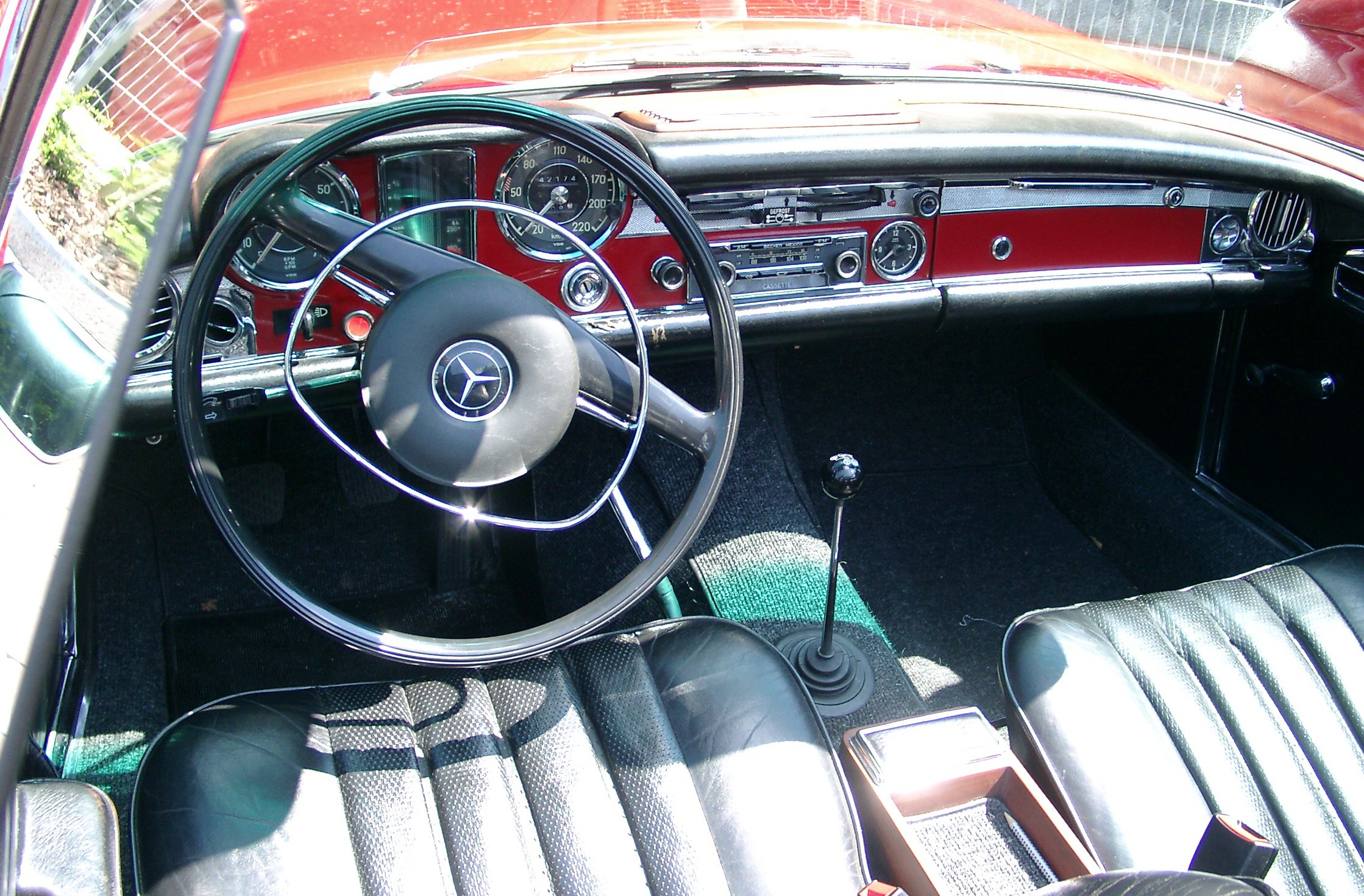
Кокпіт Mercedes-Benz 280 SL (W113)

## Mercedes-Benz R107(1971–1989)
У 1971 році на зміну елегантній «Пагоді» прийшла більш велика і «мускулиста» модель R107. Під капотом автомобілів стояли двигуни V8 об'ємом 3,5 і 4,5 літрів для моделей 350 SL і 450 SL відповідно. Такі потужні автомобілі мали великий успіх в США. Кузов автомобіля виявився настільки міцним, що на його базі було створено купе Mercedes-Benz SLC (C107). Нафтова криза 1973 року викликала, рік потому, появу більш економічної шестициліндрової моделі 280 SL. У 1980 році 350 SL і 450 SL були замінені на 380 SL і 500 SL, а під час останніх оновлень В 1985 році моделі 280 SL і 380 SL замінили на 300 SL і 420 SL, з'явилася модель 560 SL, призначена тільки для експорту в США, Японію і Австралію.
Про успіх автомобіля можна сказати те, що як і позашляховик Гелендваген він тримав рекорд за тривалістю виробництва. За 18 років було випущено 237 287 автомобілів.

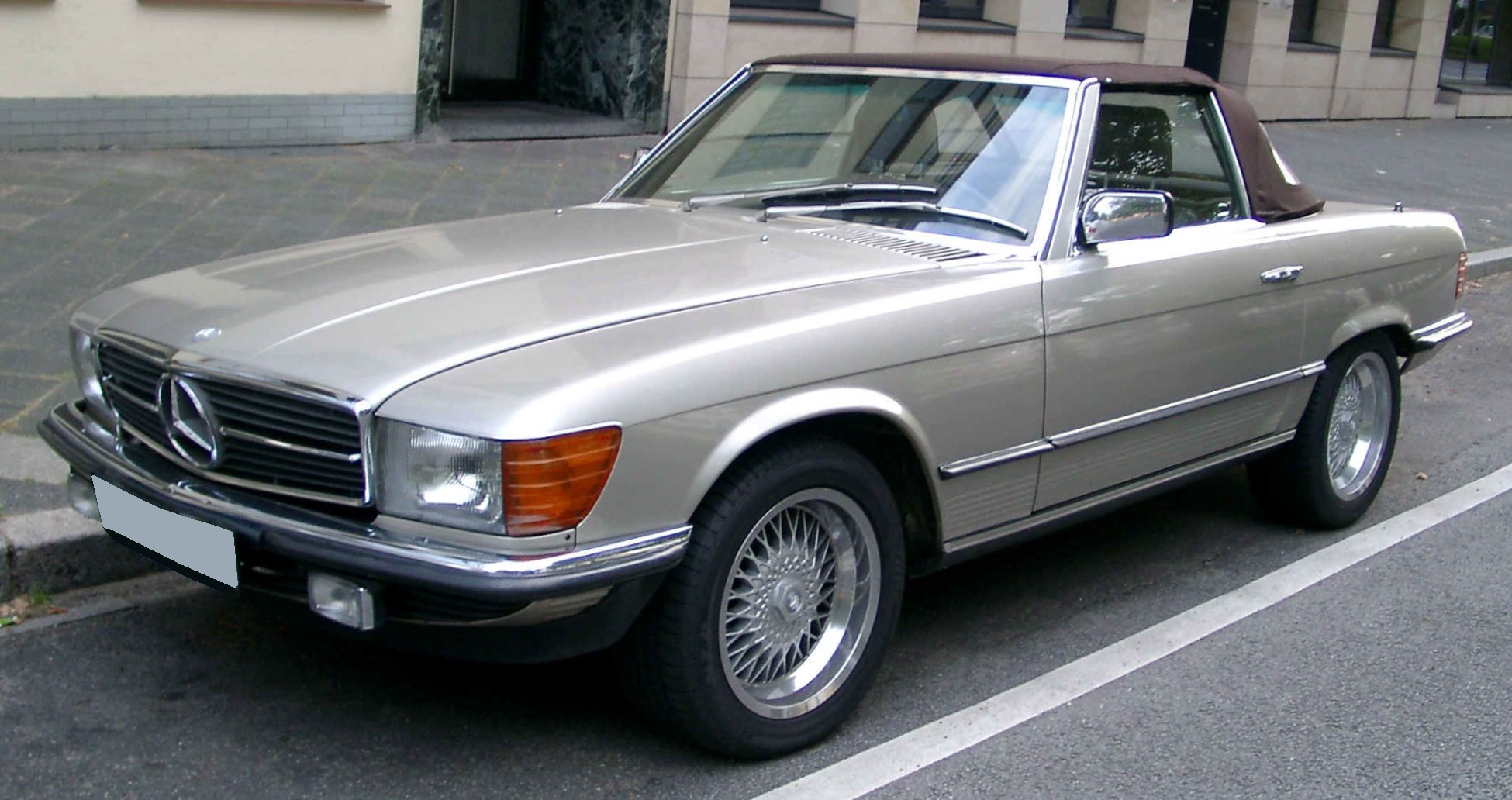
Mercedes-Benz 280 SL (R107)
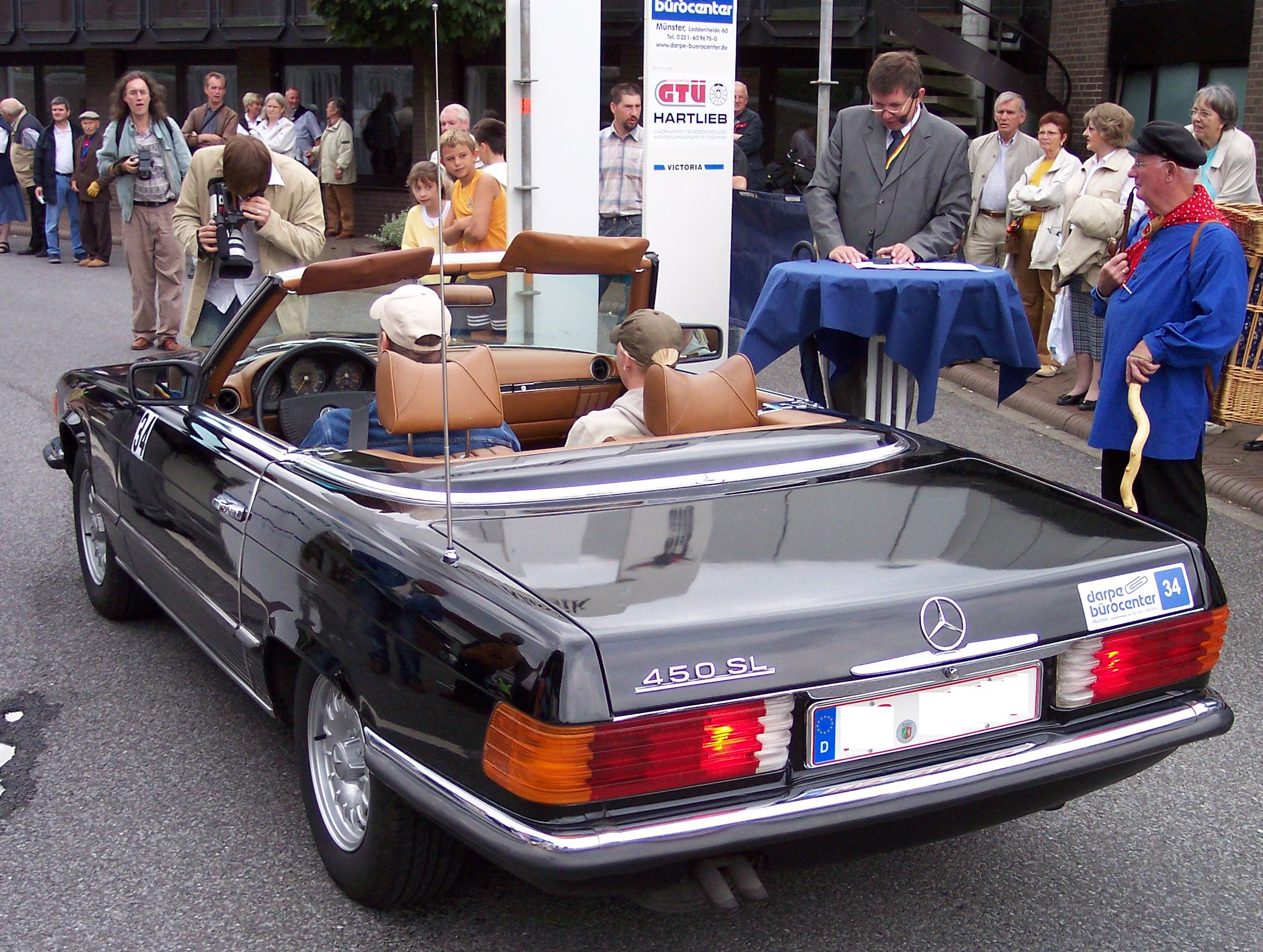
Mercedes-Benz 450 SL (R107)
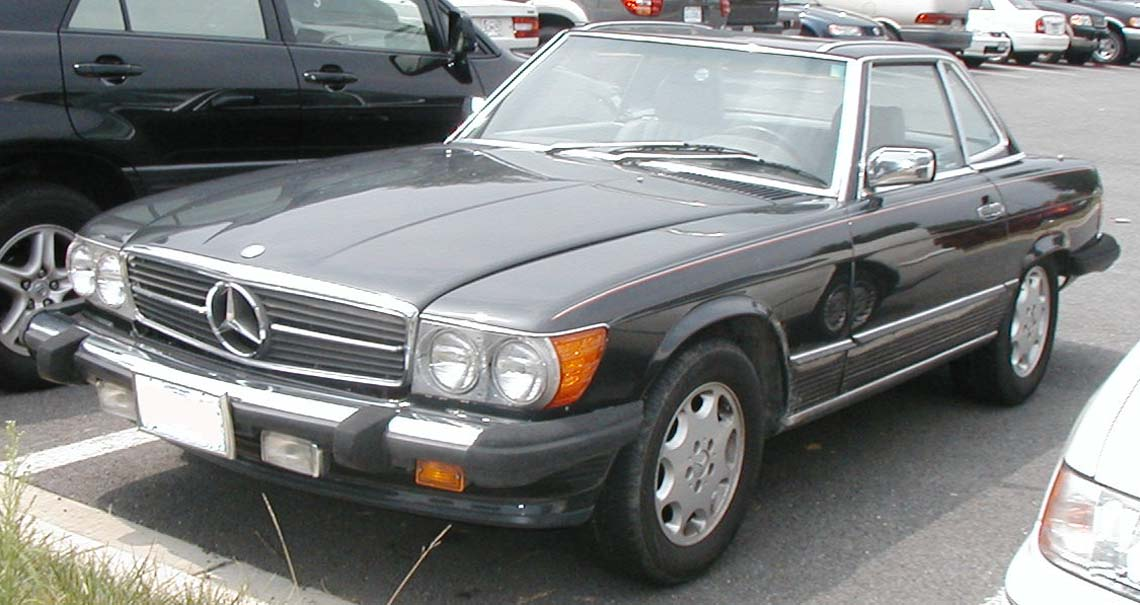
Mercedes-Benz 560 SL (R107)
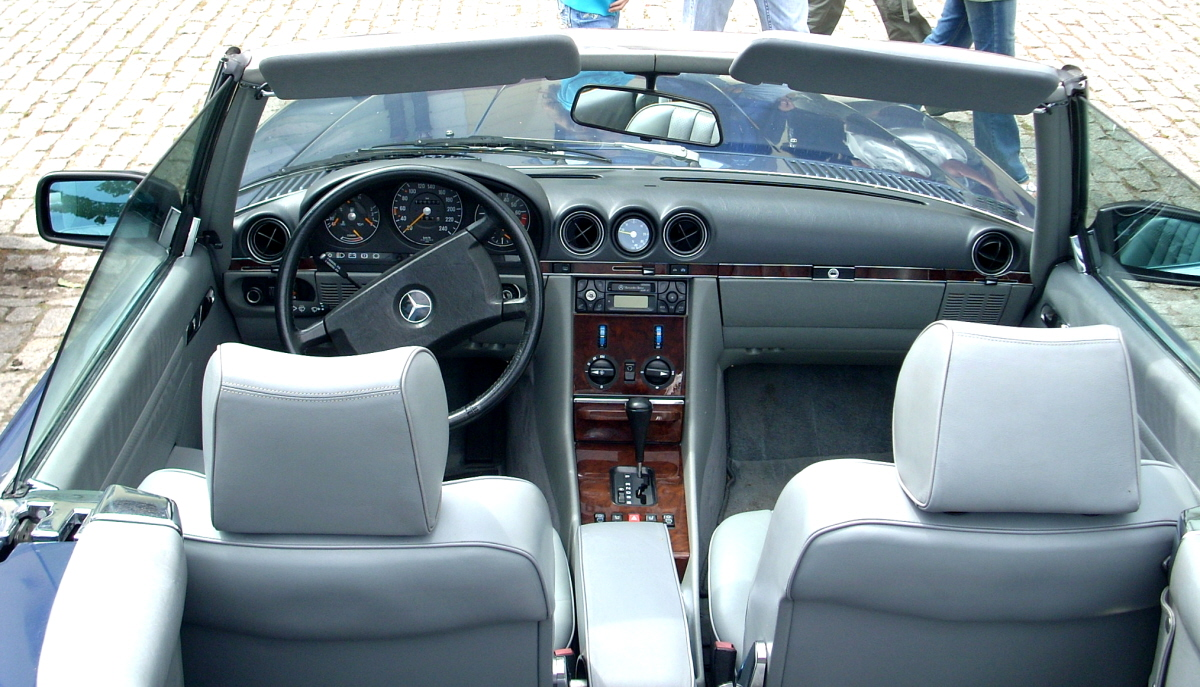
Кокпіт Mercedes-Benz SL (R107)

## Mercedes-Benz R129(1989–2001)
Незважаючи на успіх моделі R107, до кінця 1980-х майже двадцятирічний автомобіль морально застарів. Знайти вдале рішення для заміни було непросто, але в підсумку була обрана аеродинамічна схема стріловидної форми на базі чотиримісного кабріолета Mercedes-Benz W124. Автомобіль з'явився на початку 1989 року мав безліч таких нововведень як незалежна підвіска і дуга безпеки за сидіннями, що автоматично піднімається (вперше в світі відкрита машина гарантувала безпеку пасажирам при перевороті). Модельний ряд починався з двох шестициліндрових 300 SL і 300 SL-24, і восьмициліндрового 500 SL. У 1992 році його поповнила флагманська серія 600 SL з мотором V12.
У 1993 році концерн Mercedes-Benz приймає нову систему класифікації автомобілів, при якій буквений індекс ставитися попереду цифрового. Утворюється «новий» SL-Клас, моделі 500 SL і 600 SL стають SL 500 і SL 600 відповідно, а 300-ті були замінені на моделі SL 280 і SL 320. Одночасно сталася ще одна важлива подія, фірма AMG стала офіційним партнером Mercedes-Benz і випустила свою модель SL 60 AMG. У 1995 році автомобілі отримали зовнішні косметичні оновлення, а всередині з'явилися бічні подушки безпеки, клімат-контроль і електронна система контролю стійкості. Останні оновлення були зроблені в 1998 році, рядні двигуни на SL 280 і SL 320 були замінені на V6. В кінці 1990-х AMG представила дві рідкісні моделі (всього побудовано не більше 200 одиниць) з двигунами V12 SL 70 AMG (1997) і SL 73 AMG (1998). А в 1999 році сама фірма була куплена концерном Mercedes-Benz і натомість SL 60 AMG з'явився SL 55 AMG.
Всього було побудовано 204 940 автомобілів серії R129.

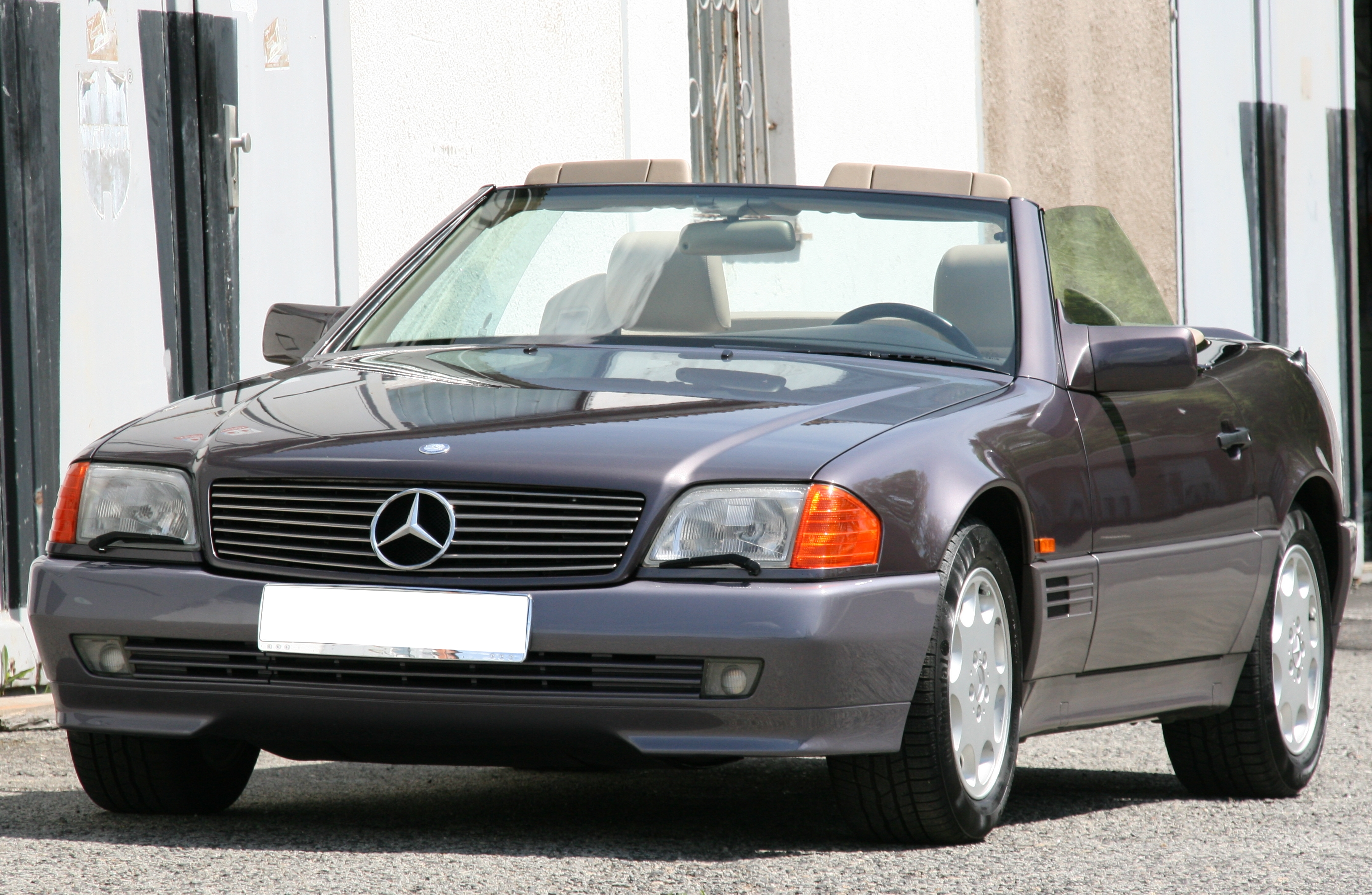
Mercedes-Benz 500 SL
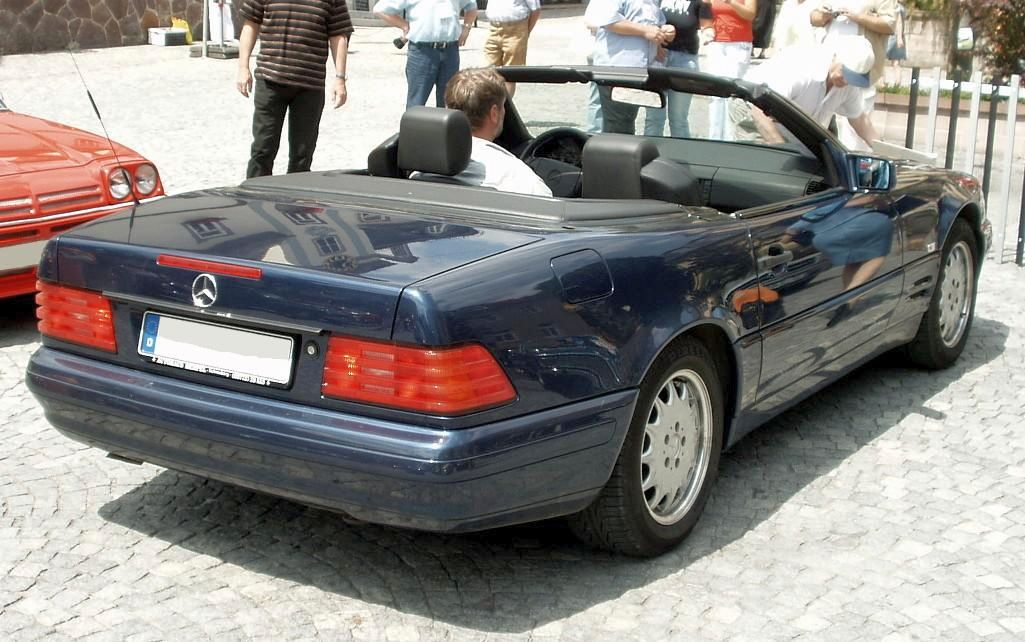
Mercedes-Benz SL320
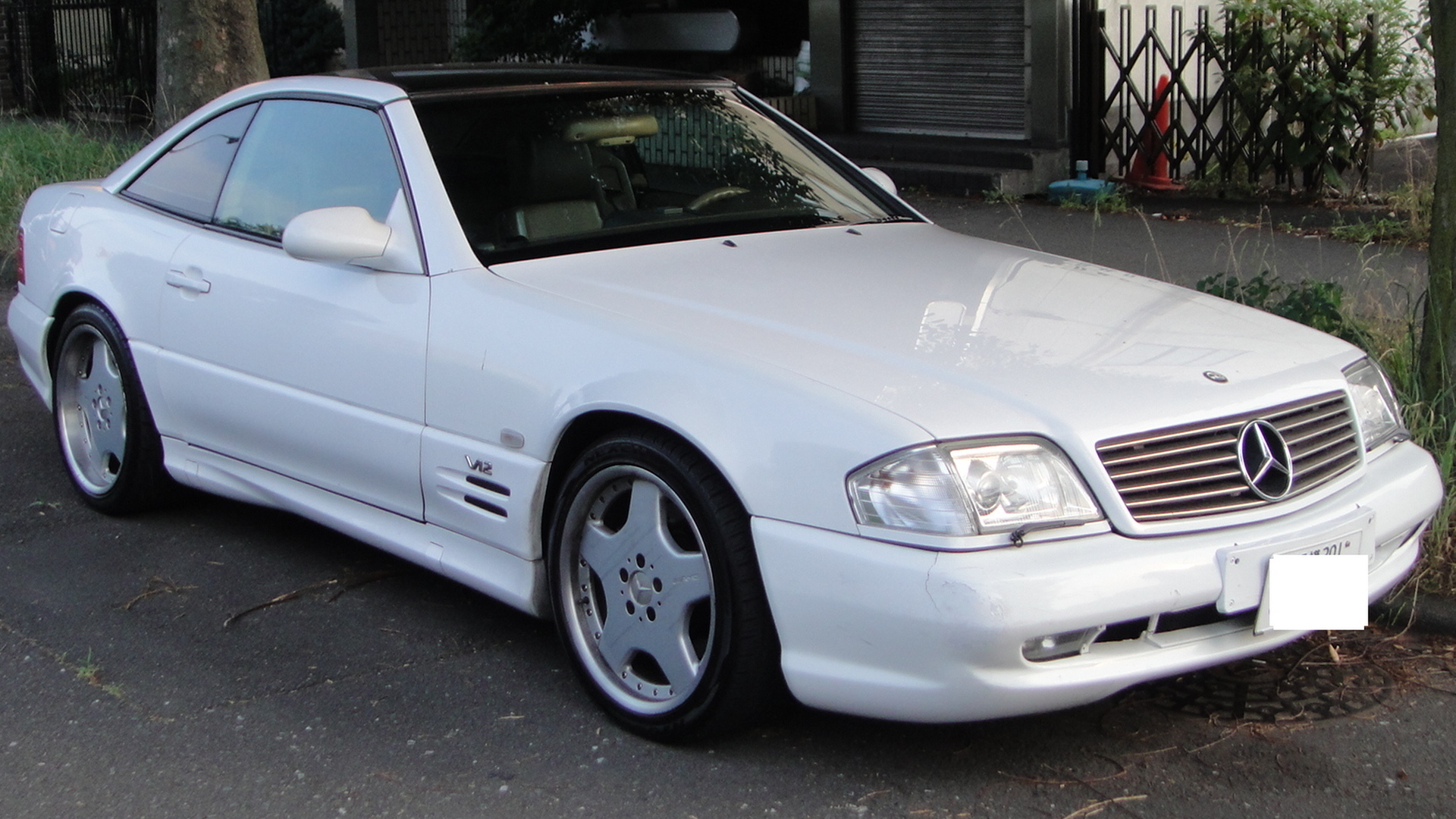
Mercedes-Benz SL73 AMG
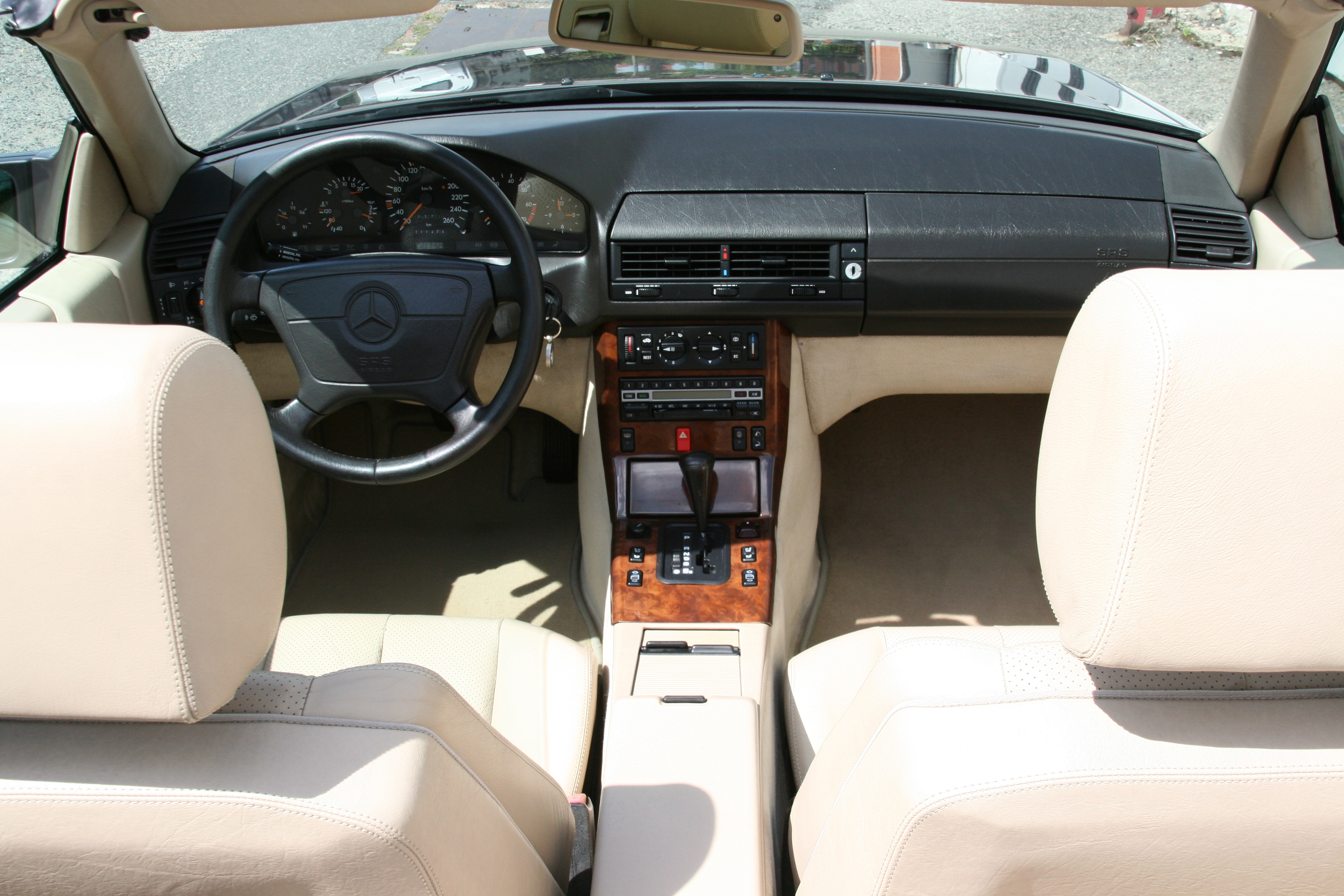
Кокпіт Mercedes-Benz 500 SL (R129)

## Mercedes-Benz R230(2001-2011)
На початку нового тисячоліття у компанії були серйозні проблеми, репутація Mercedes-Benz до початку тисячоліття була найнижчою за всю історію. Новий Mercedes-Benz SL серії R230, який дебютував в 2001 році, перевершив навіть найоптимістичніші прогнози і допоміг відновити репутацію фірми. Машина мала такі нововведення як активну підвіску (Active Body Control) і дах, що автоматично підіймається. Модельний ряд відкривався автомобілями SL 500, SL 600 і SL 55 AMG. Остання - виявилася найбільш вдалою і популярною для дочірнього виробника Mercedes-Benz. У 2003 році з'явилася молодша версія SL 350 з двигуном V6, а в 2004 - флагманська SL 65 AMG з двигуном V12.
Перше оновлення відбулося в 2006 році і зовні було чисто косметичним, але під капотом з'явилися нові двигуни для SL 350 і SL 500 (який в США став іменуватися SL 550). Наступна модернізація відбулася в 2008 році, за сім років R230 так і не встиг постаріти, але низька надійність автомобіля змусила дати автомобілю капітальне оновлення, в ході якого він отримав абсолютно новий дизайн спереду і оновлену електроніку. Модельний ряд поповнився молодшою моделлю SL 280, решта моделі: SL 350, SL 500 (SL 550 в США), SL 600 і SL 65 AMG залишилися колишніми, але популярна SL 55 AMG була замінена на SL 63 AMG, яка не мала такого ж успіху. Крім цього, на базі спеціальної машини безпеки Формули 1, з'явилося купе SL 65 AMG Black Series (Чорна серія), що має характеристики суперкара.
Всього виготовлено 169 434 автомобілів серії R230.	

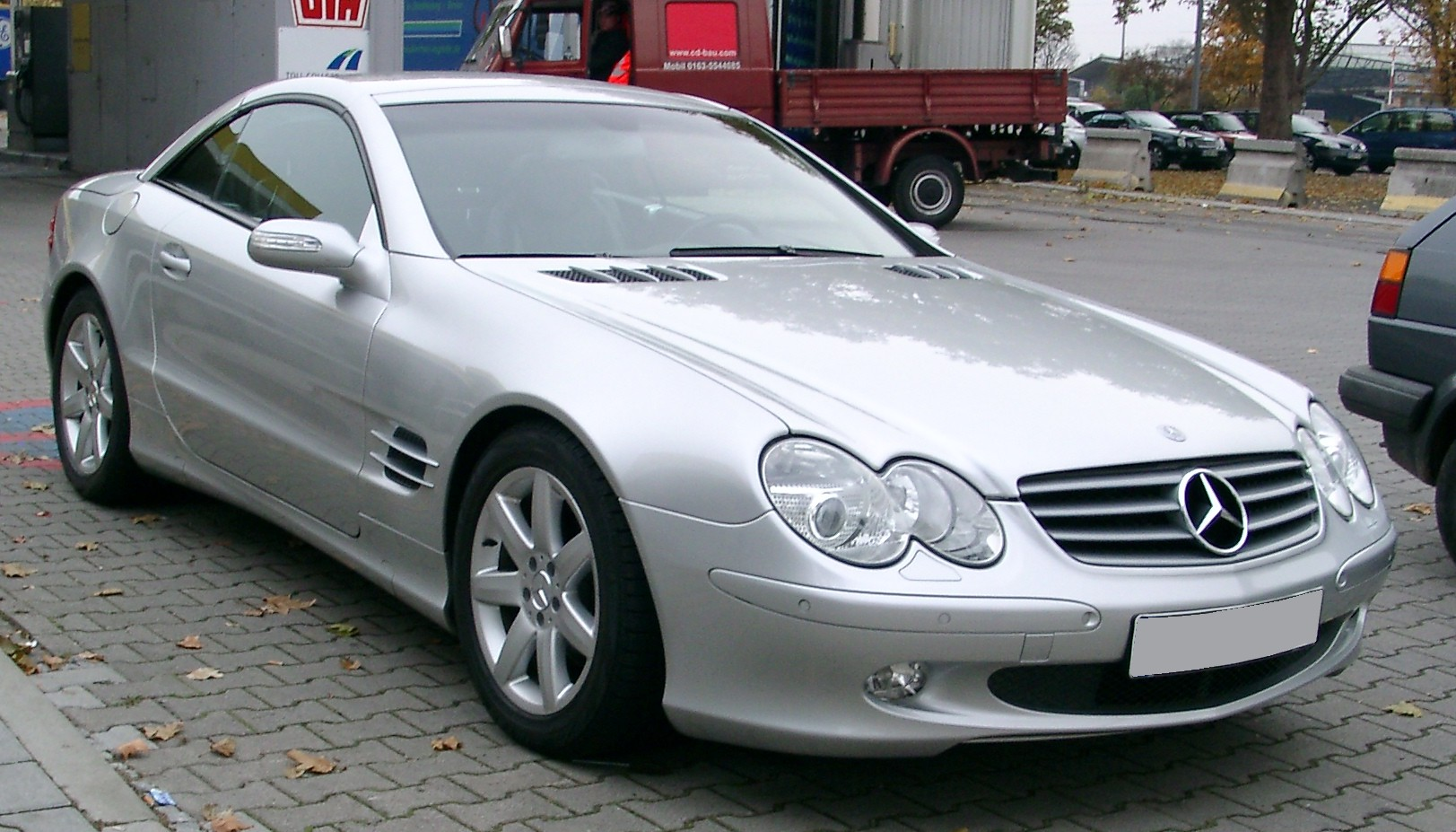
Mercedes-Benz SL500 (R230)
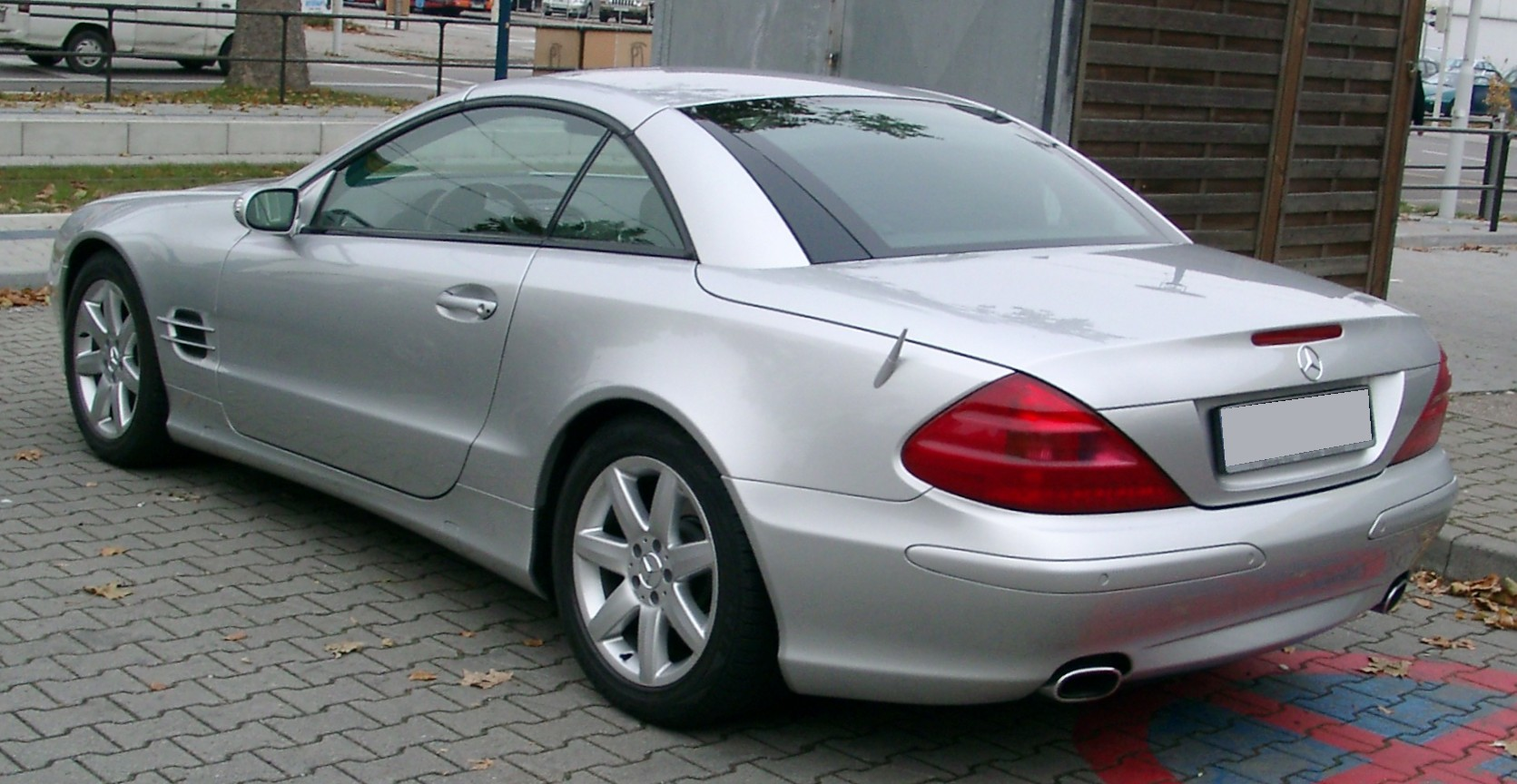
Mercedes-Benz SL500 (R230)
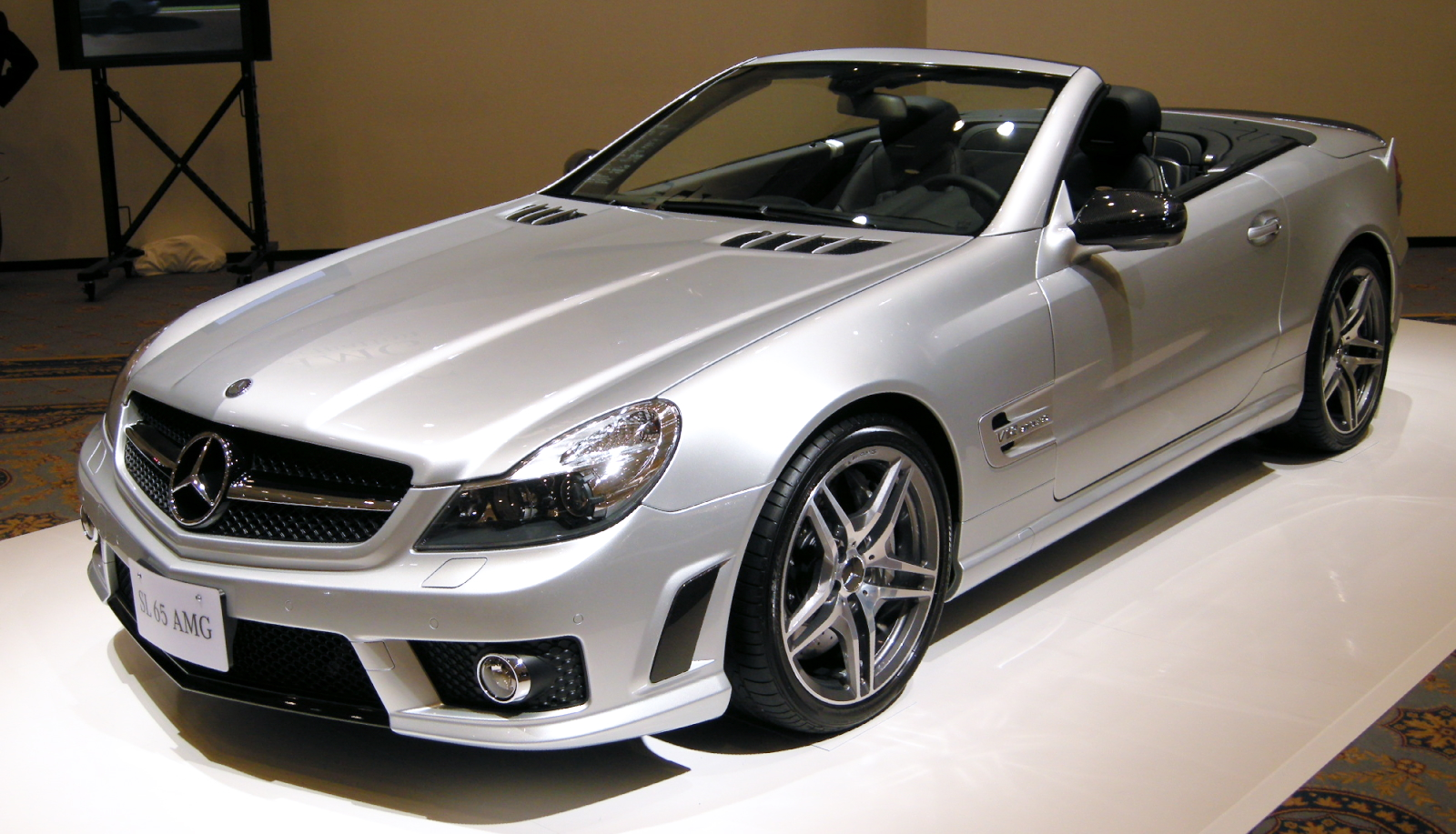
Mercedes-Benz SL65 AMG (R230)
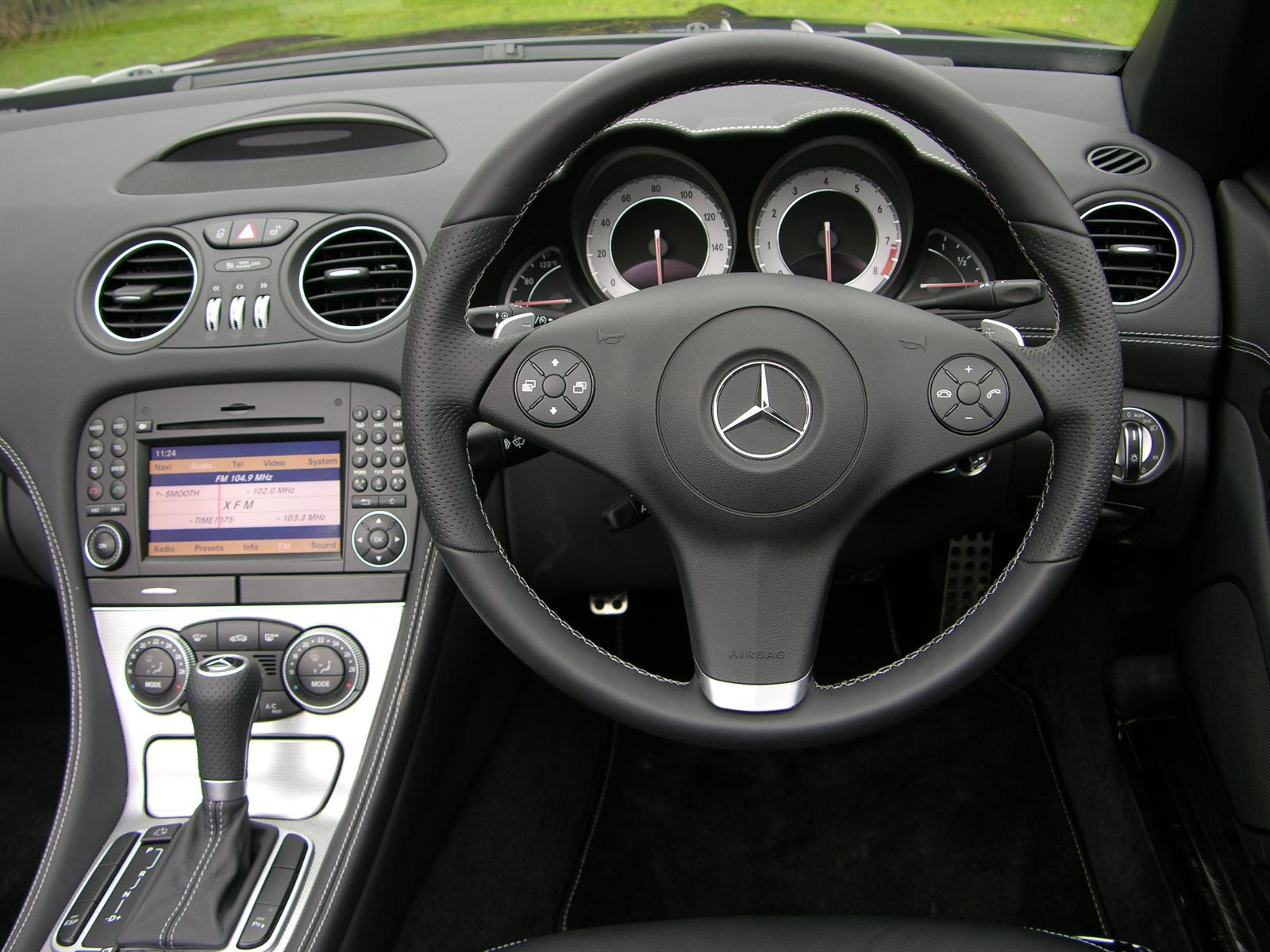
Кокпіт Mercedes-Benz SL350 (R230)

## Mercedes-Benz R231(2012-2022)
15 грудня 2011 року вперше представлено Mercedes-Benz SL серії R231. Офіційна презентація відбулася на Північноамериканському міжнародному автосалоні в січні 2012 року. Продажі на європейському ринку почалися 31 березня 2012 року. Пропонуються дві моделі SL 350 BlueEFFICIENCY та SL 500 BlueEFFICIENCY. З квітня 2012 року пропонується версія SL 63 AMG, а з вересня того ж року - SL 65 AMG.

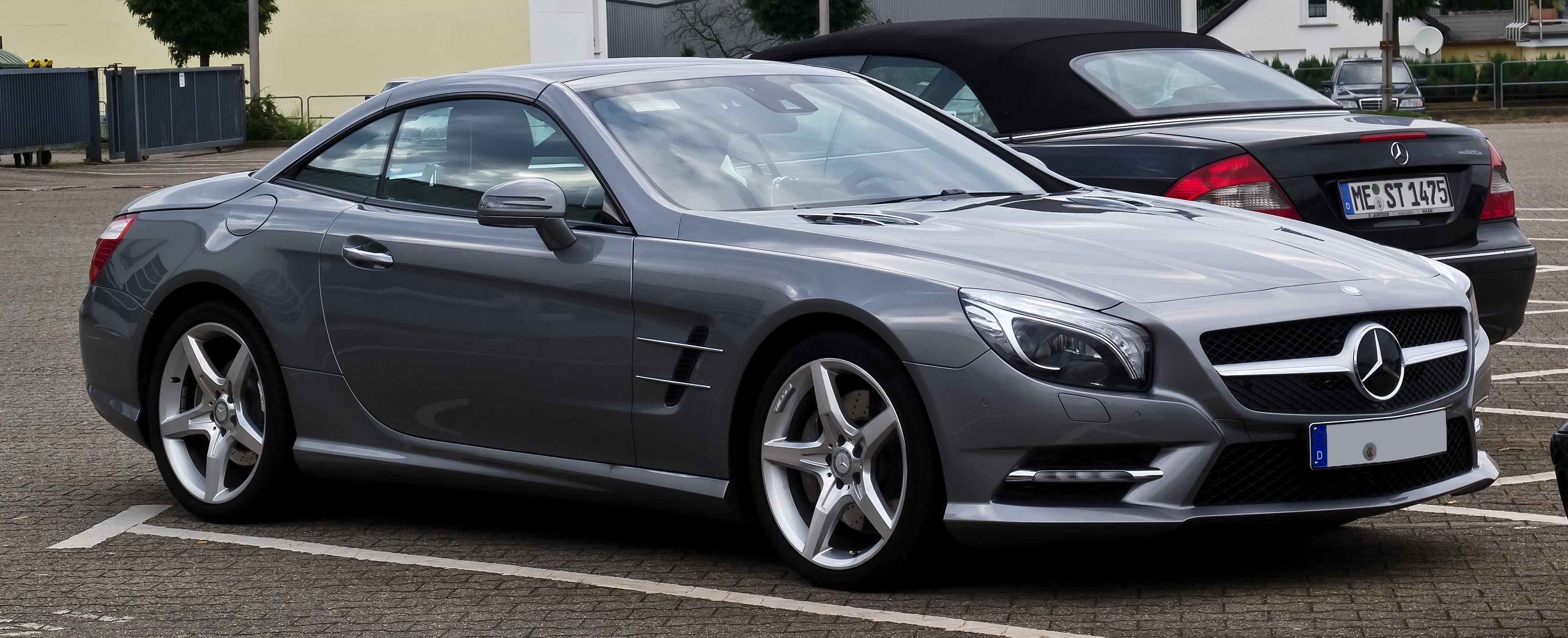
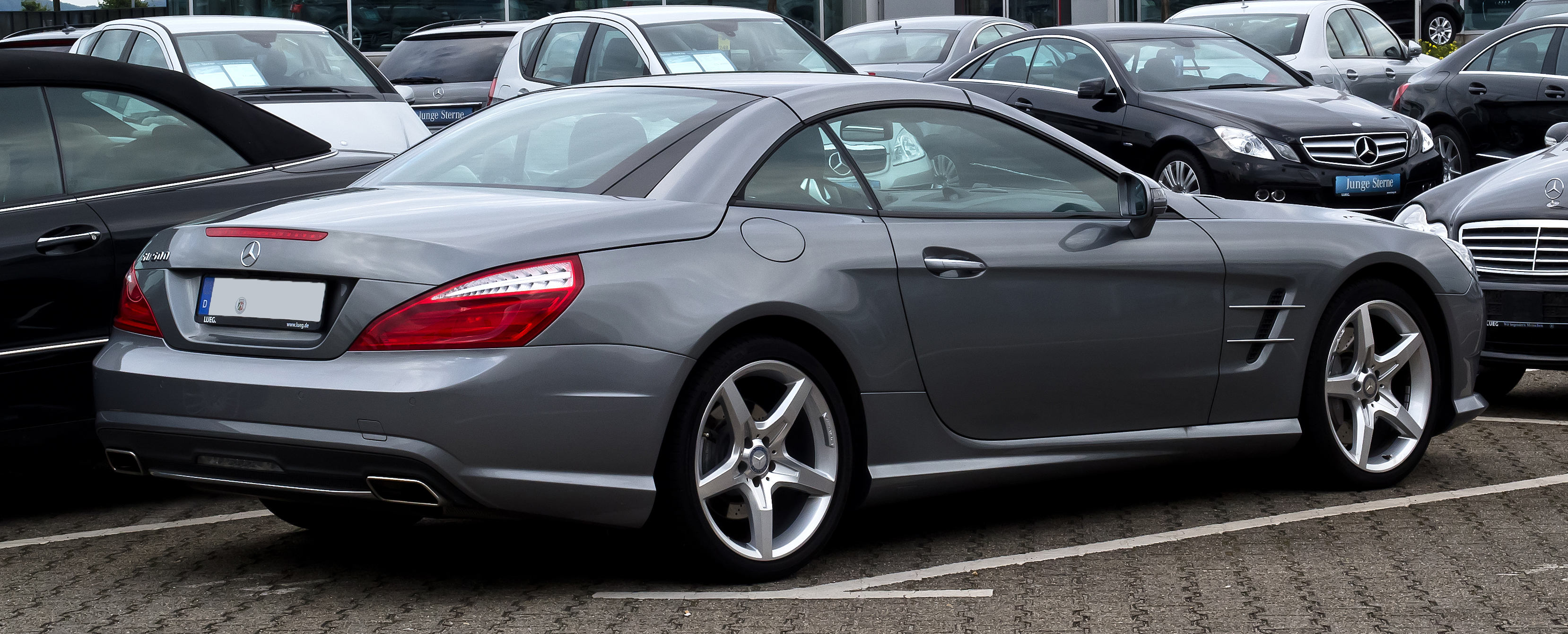
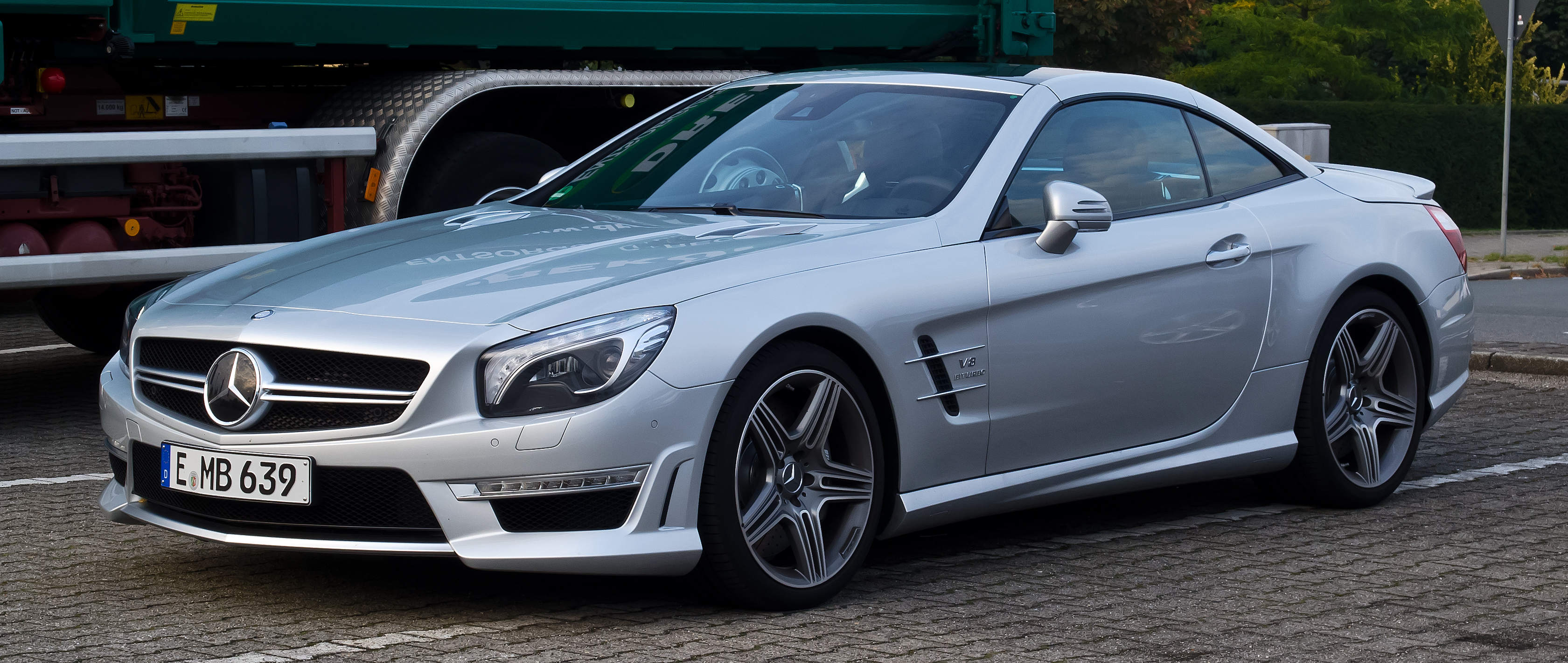
Mercedes-Benz SL63 AMG
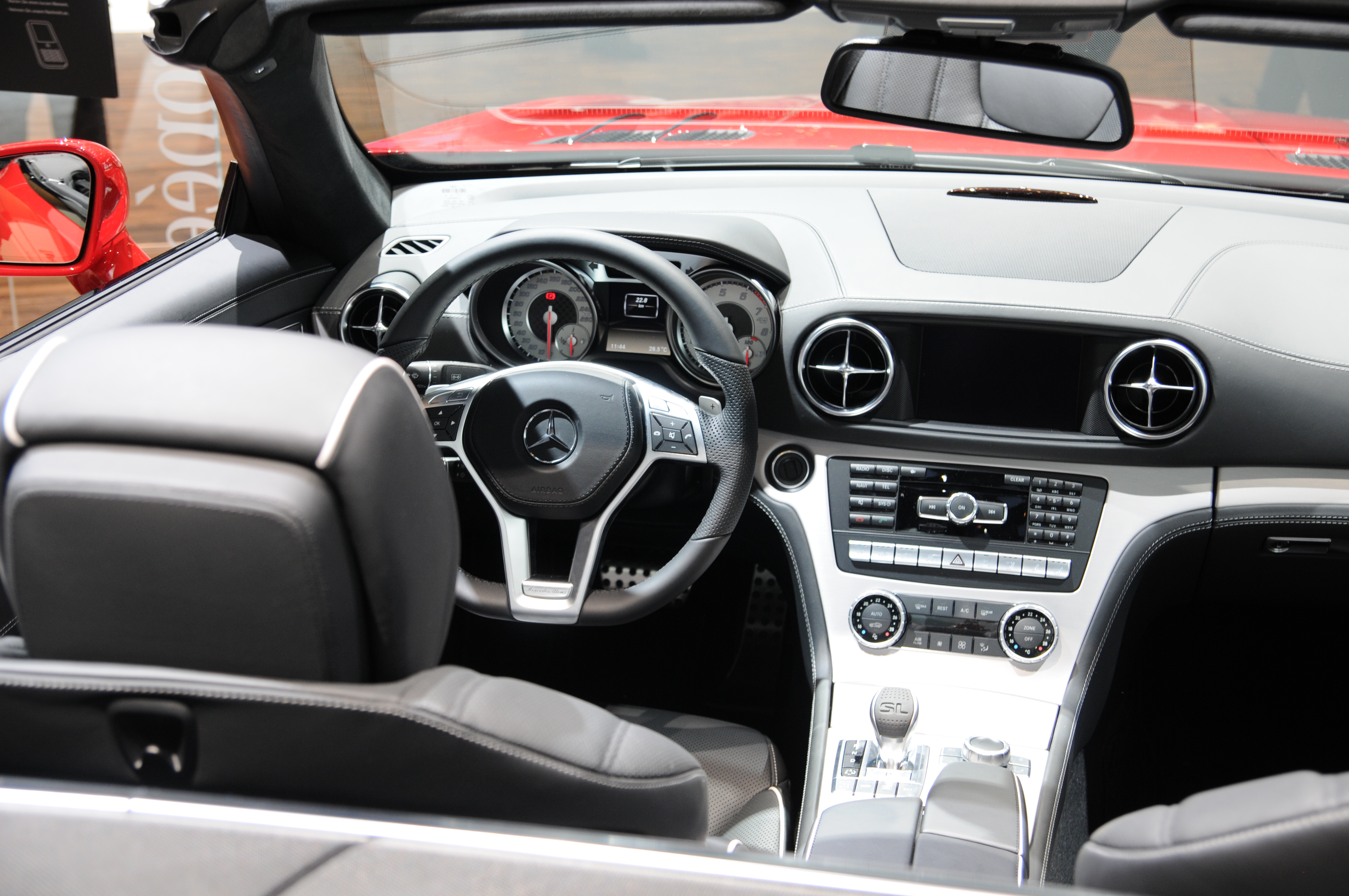
Кокпіт Mercedes-Benz SL (R231)

## Mercedes-AMG R232(з 2022)
Mercedes-AMG SL представили 28 жовтня 2021 року. Автомобіль збудовано на новій платформі Mercedes-Benz MSA. Родстер з посадковою схемою 2+2 отримав тканинний дах і повний привід 4Matic.
Жорсткість кузова на кручення зросла на 18% (з 19 400 Н•м/град приблизно до 22 890 Н•м/град).

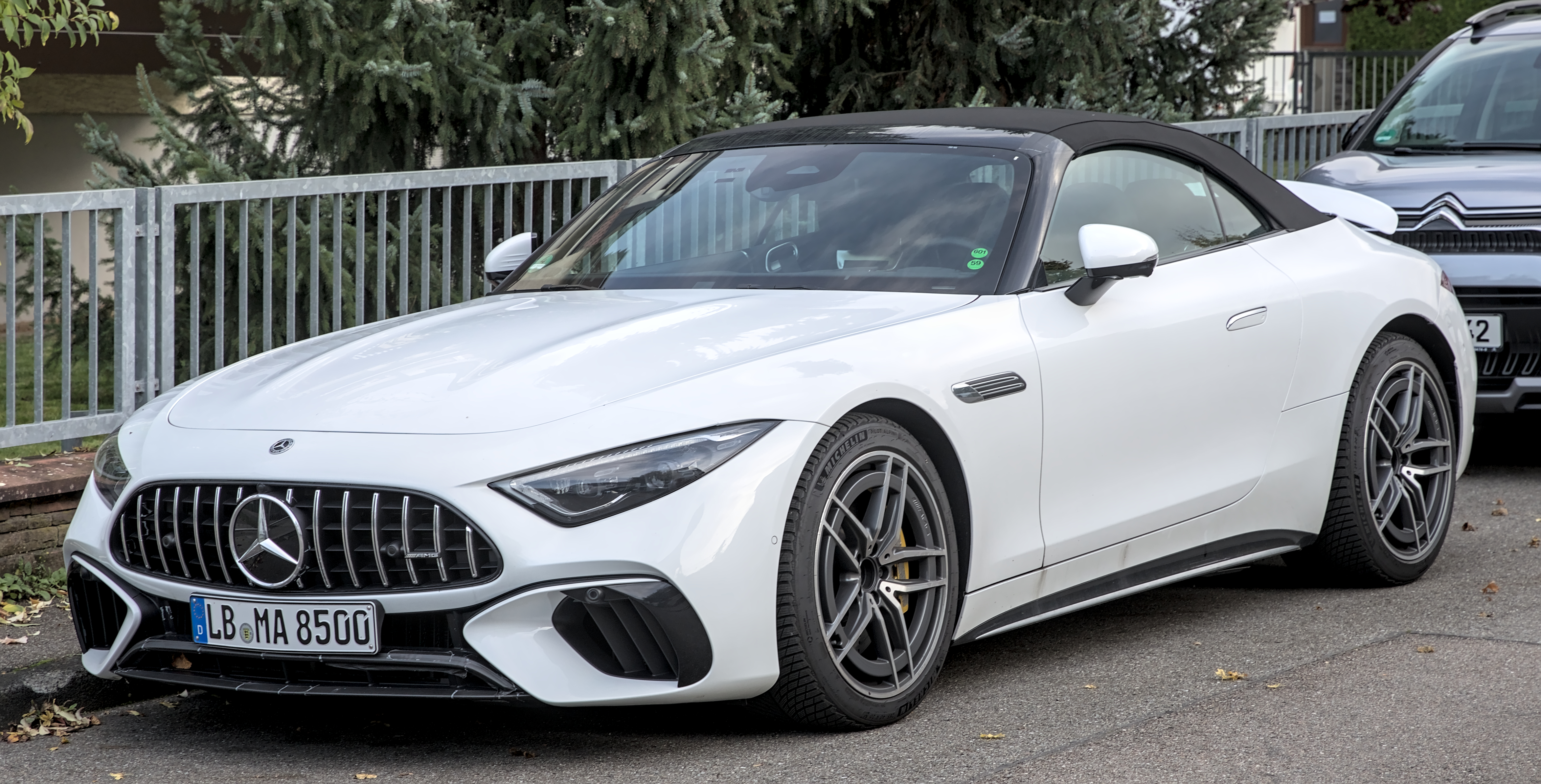
Mercedes-AMG SL55 (R232)
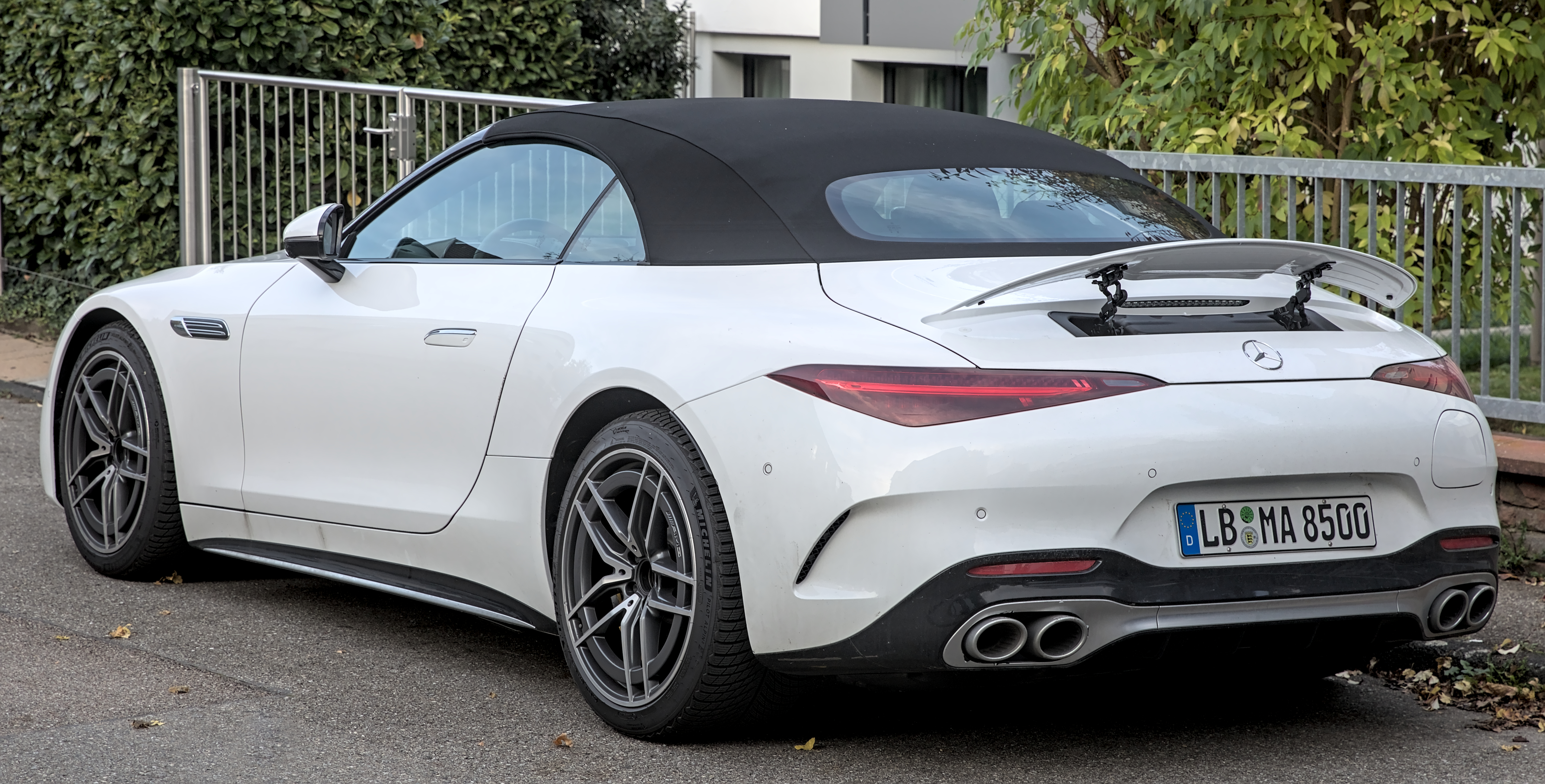
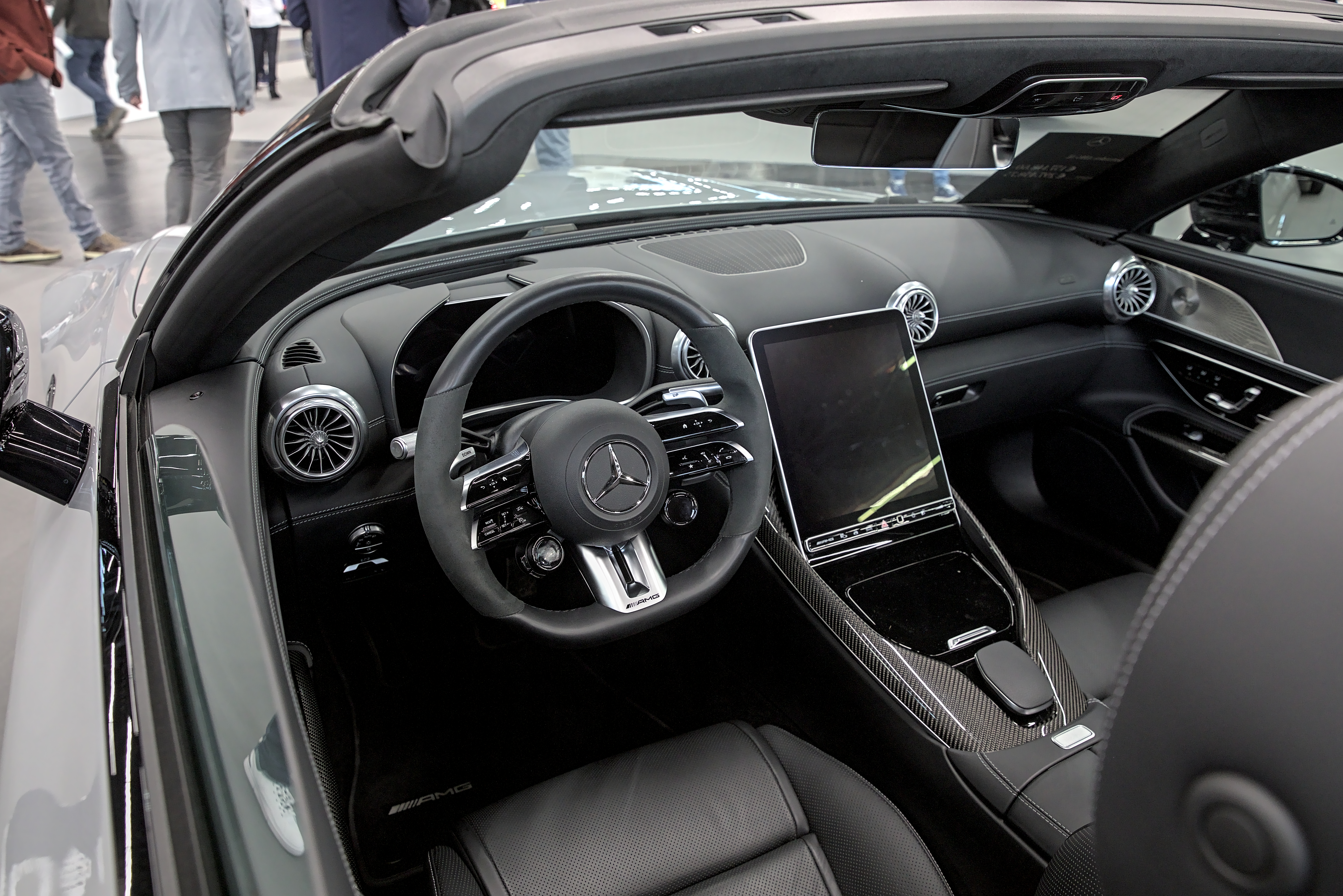

## Продажі
| Календарний рік | Продажі в США |
| --------------- | ------------- |
| 2001            | 4,217         |
| 2002            | 13,717        |
| 2003            | 13,318        |
| 2004            | 12,885        |
| 2005            | 10,080        |
| 2006            | 8,462         |
| 2007            | 6,126         |
| 2008            | 5,464         |
| 2009            | 4,025         |
| 2010            | 2,385         |
| 2011            | 1,449         |